# Parc naturel régional de la Montagne de Reims
Vous lisez un « bon article » labellisé en 2010.
Le parc naturel régional de la Montagne de Reims est un parc naturel régional français situé dans l'Ouest du département de la Marne, en région Grand Est, dans le quart Nord-Est de la France. Datant de 1976, il est le second parc naturel créé au sein de la région Champagne-Ardenne, après celui de la forêt d'Orient.
D'une superficie de 530 km2, le parc est organisé autour de la montagne de Reims, un plateau boisé, entouré sur ses flancs nord, sud et est par les coteaux du vignoble de Champagne. Ce vignoble produit le célèbre vin de Champagne qui fait partie intégrante du paysage, de la culture et de l'économie locale.
La faune du parc est riche de 59 espèces d'insectes, 36 espèces de mammifères, 22 de poissons et malacostraca, ainsi que plusieurs espèces d'amphibiens, oiseaux et reptiles, dont une partie est protégée. On recense également sur le territoire du parc plus de 150 espèces de plantes, dont les célèbres « faux de Verzy », où l'on trouve la plus importante concentration de hêtres tortillards d'Europe.
La Maison du Parc se situe à Pourcy.

## Géographie

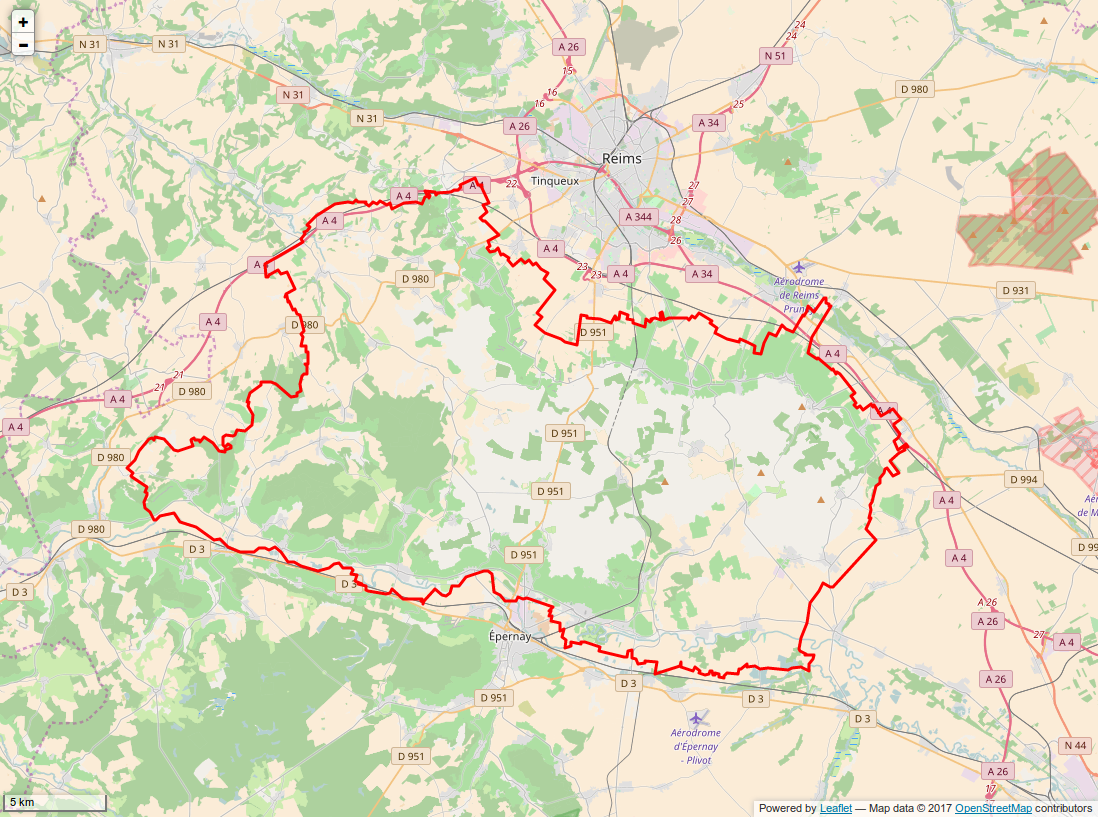
Périmètre du PNR.

Situé au centre-ouest de la région Champagne-Ardenne (puis de la région Grand Est), dans le département de la Marne, le parc regroupe 68 communes réparties sur les cantons de Dormans-Paysages de Champagne, Épernay-1, Fismes-Montagne de Reims et Mourmelon-Vesle et Monts de Champagne (Ay, Châtillon-sur-Marne, Épernay II, Verzy et Ville-en-Tardenois avant 2015). Il s'étend sur 53 011 hectares, entre la vallée de la Vesle, au nord, et la vallée de la Marne, au sud. Son territoire se partage entre 9 000 hectares de vignes, 20 000 hectares de forêt, dont un quart de forêts domaniales, et 21 000 hectares de terres cultivées.
Il est entouré par trois « villes-portes » : Reims (au nord), Épernay (au sud) et Châlons-en-Champagne (à l'est). Leurs habitants considèrent souvent le parc comme un poumon vert et viennent s'y détendre les week-ends. Il est ainsi l'un des rares « parcs périurbains », dont le principal but est la protection d'une zone de nature à proximité d'autres zones, qui sont quant à elles de natures industrielles et urbaines.
Le parc naturel se divise en quatre parties :
- le Tardenois de la vallée de l'Ardre, composé de collines et vallons, à l'ouest ;
- la côte de l'Île-de-France, surplombant la plaine de Champagne, au nord ;
- le plateau de la montagne de Reims, recouvert par la forêt, au centre ;
- la vallée de la Marne, alternant entre plateau, coteaux et plaine, au sud et à l'est.

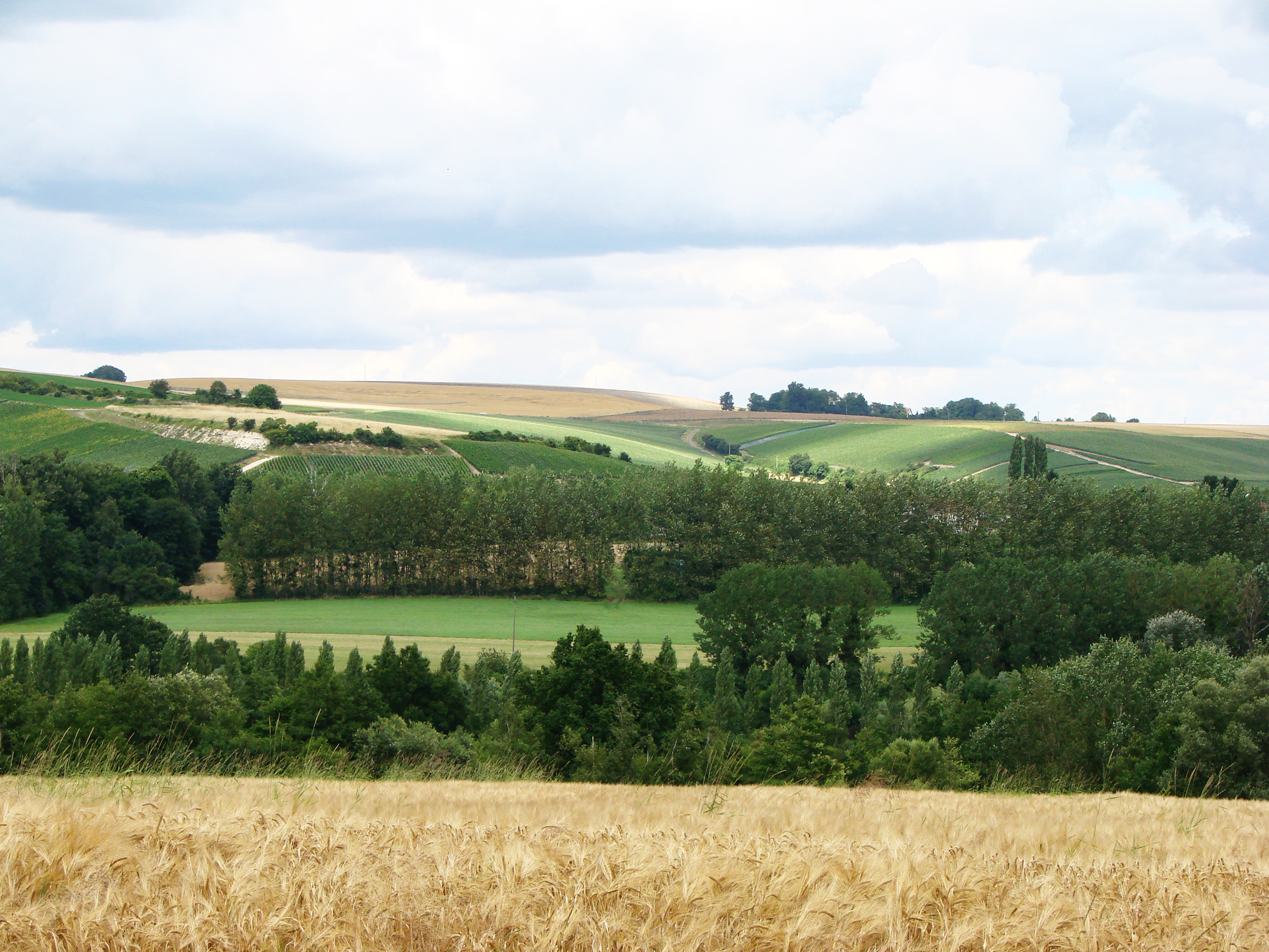
La vallée de l'Ardre.
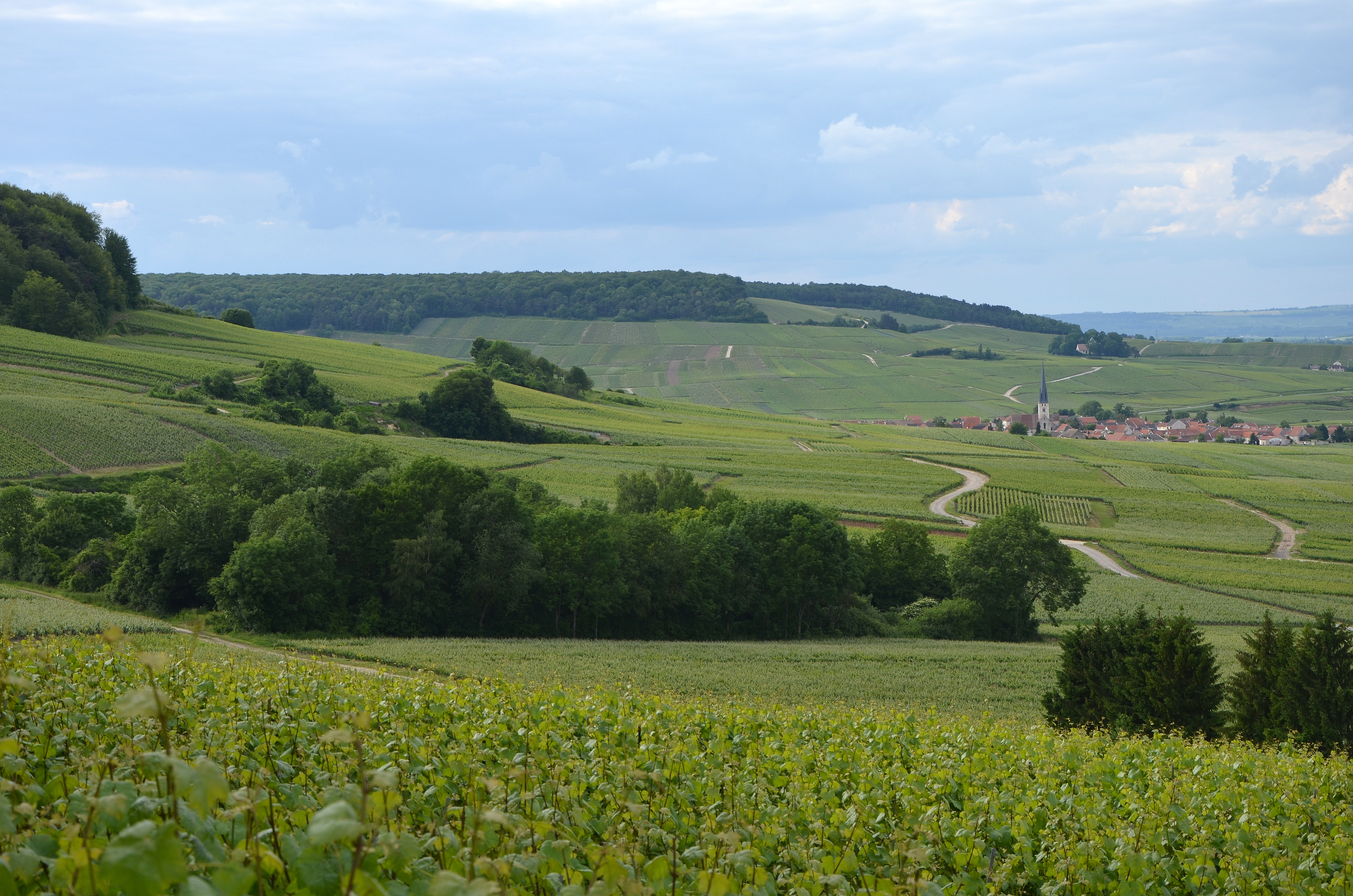
La côte de l'Île-de-France à Chamery.
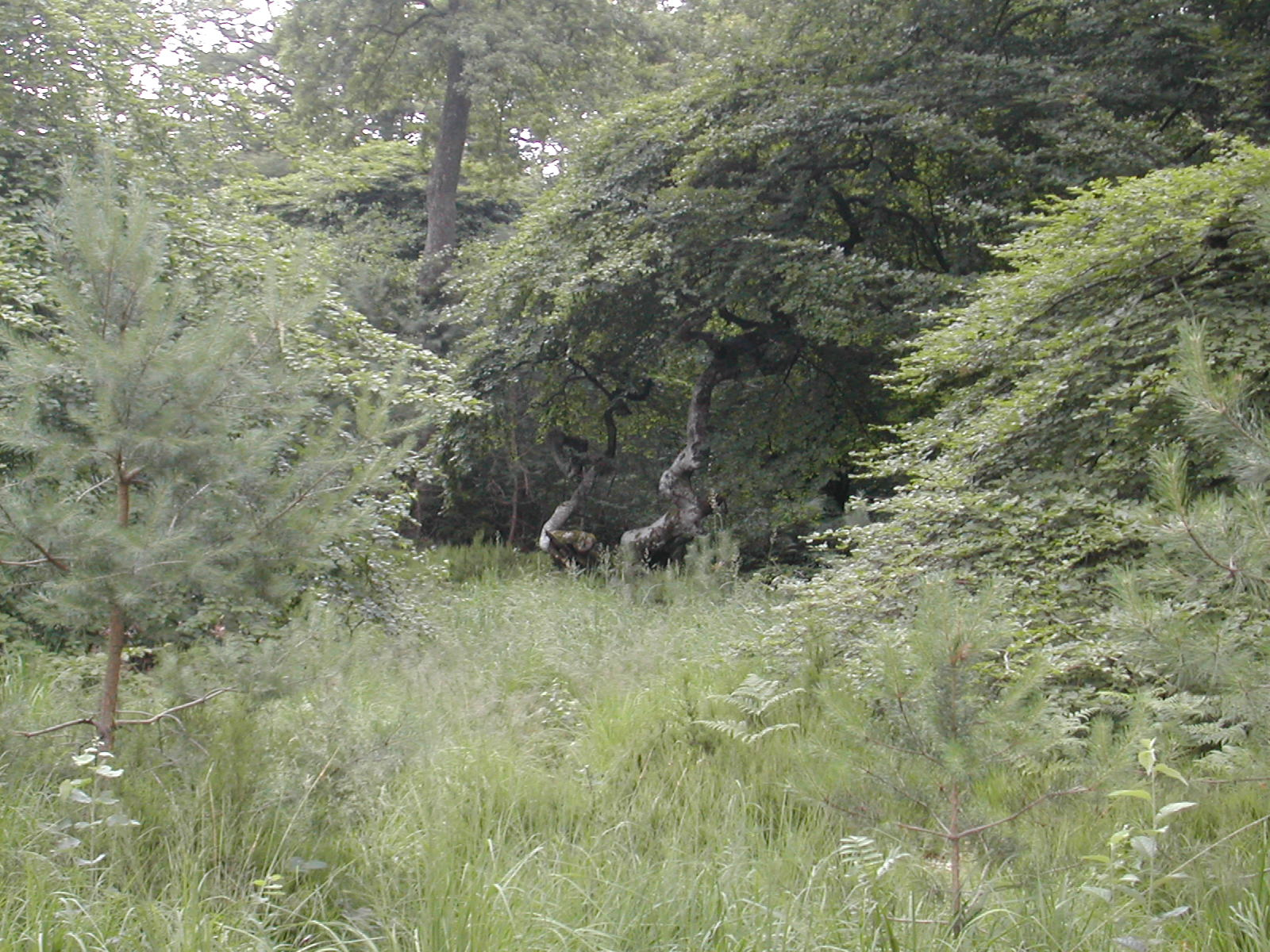
Le plateau de la Montagne.
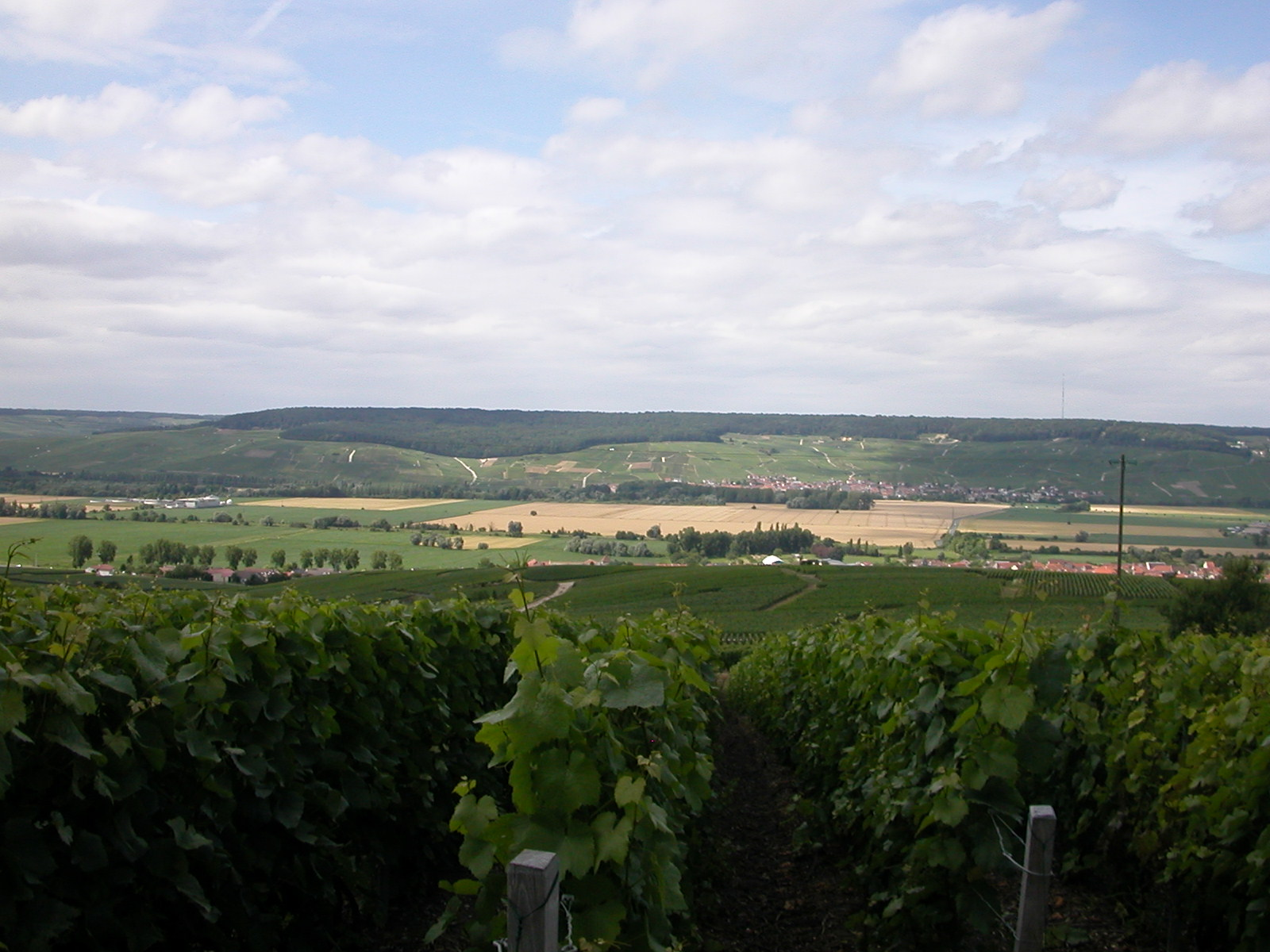
La vallée de la Marne.

### Population

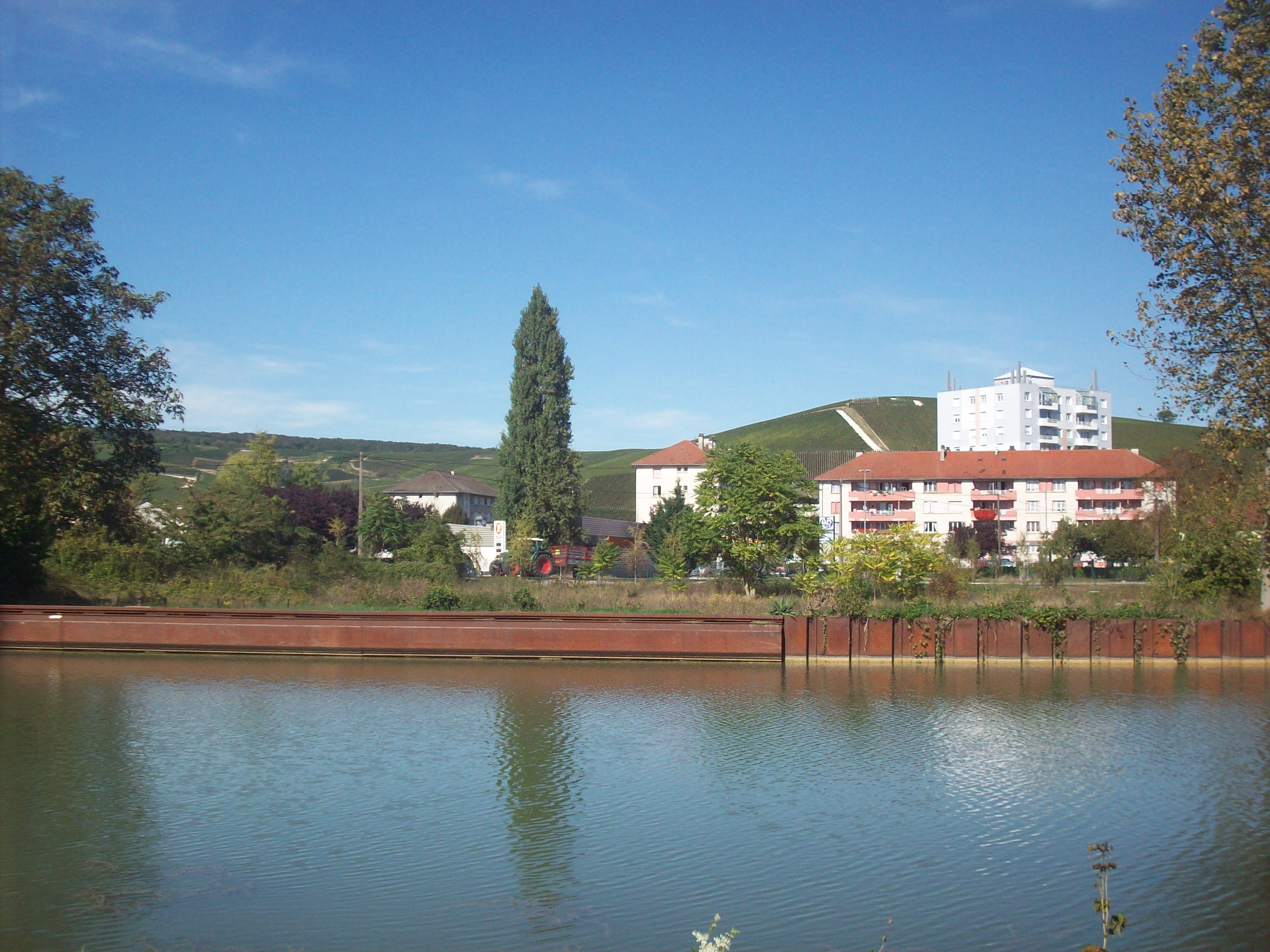
Aÿ, principale commune du parc.

En 2006, le parc naturel régional était peuplé de 34 757 habitants, soit un léger repli de -0,27 % par rapport à 1999 — il en comptait alors 34 850. Lors du recensement de 2006, 69 communes y adhéraient, soit une moyenne de 504 habitants par commune ; à la suite du départ de Ville-en-Tardenois en 2009, avec ces mêmes chiffres, le parc est donc peuplé de 34 215 Marnais. Cette année-là, seules huit communes dépassaient le millier d'habitants, dont les cinq plus peuplées se situent dans la vallée de la Marne : Aÿ (4 190 hab.), Dizy (1 714 hab.), Damery (1 472 hab.), Tours-sur-Marne (1 292 hab.), Mareuil-sur-Ay (1 174 hab.), Verzenay (1 076 hab.), Verzy (1 067 hab.) et Rilly-la-Montagne (1 056 hab.).

### Relief
La montagne de Reims, recouverte à la fois par le vignoble et la forêt, possède un relief relativement peu élevé. En effet, la montagne est principalement constituée d'un plateau de 250 m d'altitude en moyenne. La montagne est plus élevée à l'est, où elle atteint plus de 280 m, qu'à l'ouest, où le plateau du Tardenois avoisine plutôt les 200 m. Le point culminant du parc se trouve sur le plateau oriental, à 288 m d'altitude, à proximité de Verzy.
Le terme de « montagne » se justifie localement par la brutalité du changement de relief entre la morne plaine champenoise, à 80 m au-dessus du niveau de la mer, et la cuesta, 200 m plus haut. Seuls deux sommets importants se distinguent réellement du plateau : le mont Joli (274 m) et le mont Sinaï. Ce dernier, même s'il culmine à 283 m, donc en deçà de l'altitude maximale de la montagne, est considéré comme son sommet, et par extension, comme celui de la Marne. En bordure de la vallée de la Livre se trouvent deux autres sommets beaucoup moins élevés : le mont Hurlet (234 m) et le mont Écouvé (170 m) ; à l'extrême est du parc, le mont Aigu (220 m) et le mont Tournant (209 m) forment quant à eux des reliefs bien distincts du plateau.

### Hydrographie

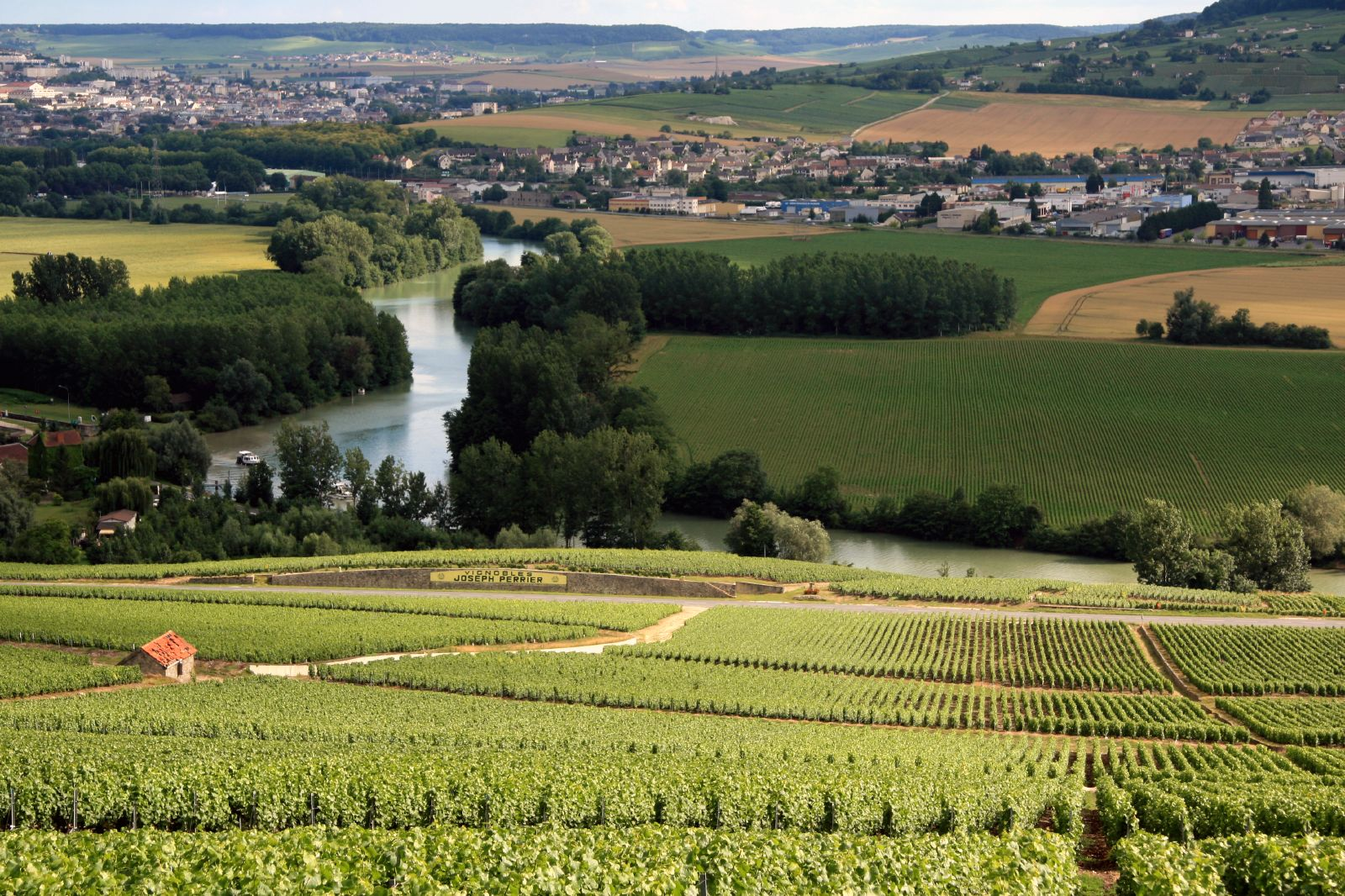
La Marne, au sud du parc.

Le parc se situe à l'est du bassin parisien, bassin versant de la Seine d'une superficie de 78 650 km2. La Marne, qui délimite le parc au sud, est le principal cours d'eau le traversant. S'écoulant d'est en ouest, en direction de Château-Thierry puis de la Seine, elle est avec ses 525 km la plus longue rivière de France. Elle est longée par le canal latéral à la Marne. La vallée de l'Ardre, et des ruisseaux s'y jetant, occupe le quart nord-ouest du parc naturel ; cet affluent de la Vesle est long de 39,3 km. L'est est alimenté en eau par la Livre (15,4 km) et son unique affluent, le ruisseau La Germaine tandis qu'au sud-ouest, prennent source dans le parc le ruisseau de Belval, parcourant 12,9 km ainsi que le ru de Brunet, long de 7,1 km. Ces derniers sont tous les trois des affluents de la Marne.

### Climat
Son climat est océanique dégradé ; l'amplitude thermique y est donc plus importante que dans un climat océanique et plus faible que dans un climat continental. La température atteint ainsi en moyenne près de 25 °C en juillet et à peine 1 °C en décembre. La région connaît une température moyenne d'environ 10 °C. Sur le plateau, la pluviométrie est plus élevée qu'en plaine (où se situe Épernay) : elle est d'environ 800 à 900 mm par an, contre 680 mm. L'automne et l'hiver sont les saisons les plus pluvieuses tandis que les précipitations sont minimales au mois d'avril. Les gelées y sont assez tardives et s'étalent sur 70 jours dans l'année.
| Mois                              | jan. | fév. | mars | avril | mai  | juin | jui. | août | sep. | oct. | nov. | déc. | année |
| --------------------------------- | ---- | ---- | ---- | ----- | ---- | ---- | ---- | ---- | ---- | ---- | ---- | ---- | ----- |
| Température minimale moyenne (°C) | 0    | 0,2  | 2,3  | 4,6   | 8,4  | 11,4 | 13,1 | 12,7 | 9,9  | 6,4  | 3    | 1,1  | 6,1   |
| Température maximale moyenne (°C) | 5,4  | 7,2  | 11,1 | 14,7  | 19   | 22,1 | 24,5 | 23,9 | 20,6 | 15,6 | 9,5  | 6,4  | 15,9  |
| Précipitations (mm)               | 60,4 | 51,2 | 53,1 | 45,5  | 56,6 | 59,1 | 51,7 | 54,6 | 57,6 | 61,8 | 62,9 | 66,5 | 681   |

## Géologie

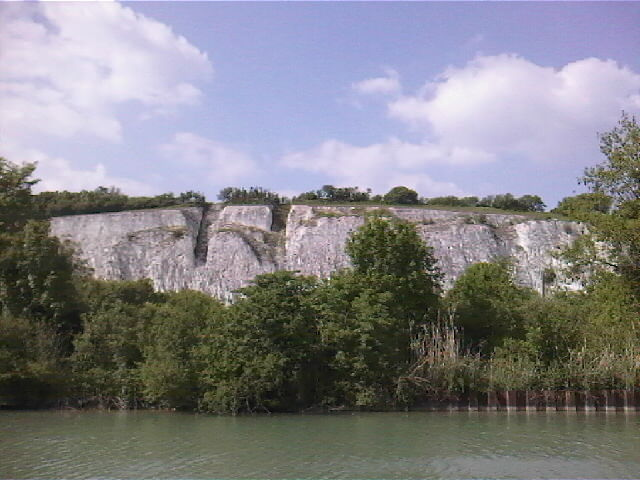
Affleurement de craie, entre Mareuil et Bisseuil.

L'histoire géologique de la montagne de Reims débute il y a environ 70 millions d'années. Le sol est constitué de sept formations géologiques superposées. À l'origine, on trouve de la craie datant du Campanien, présente sous forme de colluvions sur les versants, surmontée de marnes à bloc de craie et de roches calcaires apparues lors du Paléocène. Au-dessus, se superposent deux couches distinctes datant de l'Yprésien « sparnacien » : d'abord des sables mêlant calcaire et grès tendre, puis des marnes en alternance avec des sables et des lignites. La cinquième strate est constituée de sables, déposés au cours de l'Yprésien « cuisien ». Durant le Ludien inférieur, se sont amassés des argiles, des calcaires marins puis des calcaires mêlés aux marnes. Enfin, lors du Ludien supérieur, des argiles à meulières sont apparues dans la région. Cet ensemble est recouvert par des limons dont l'épaisseur varie jusqu'à atteindre plus de 10 m.

## Milieu naturel

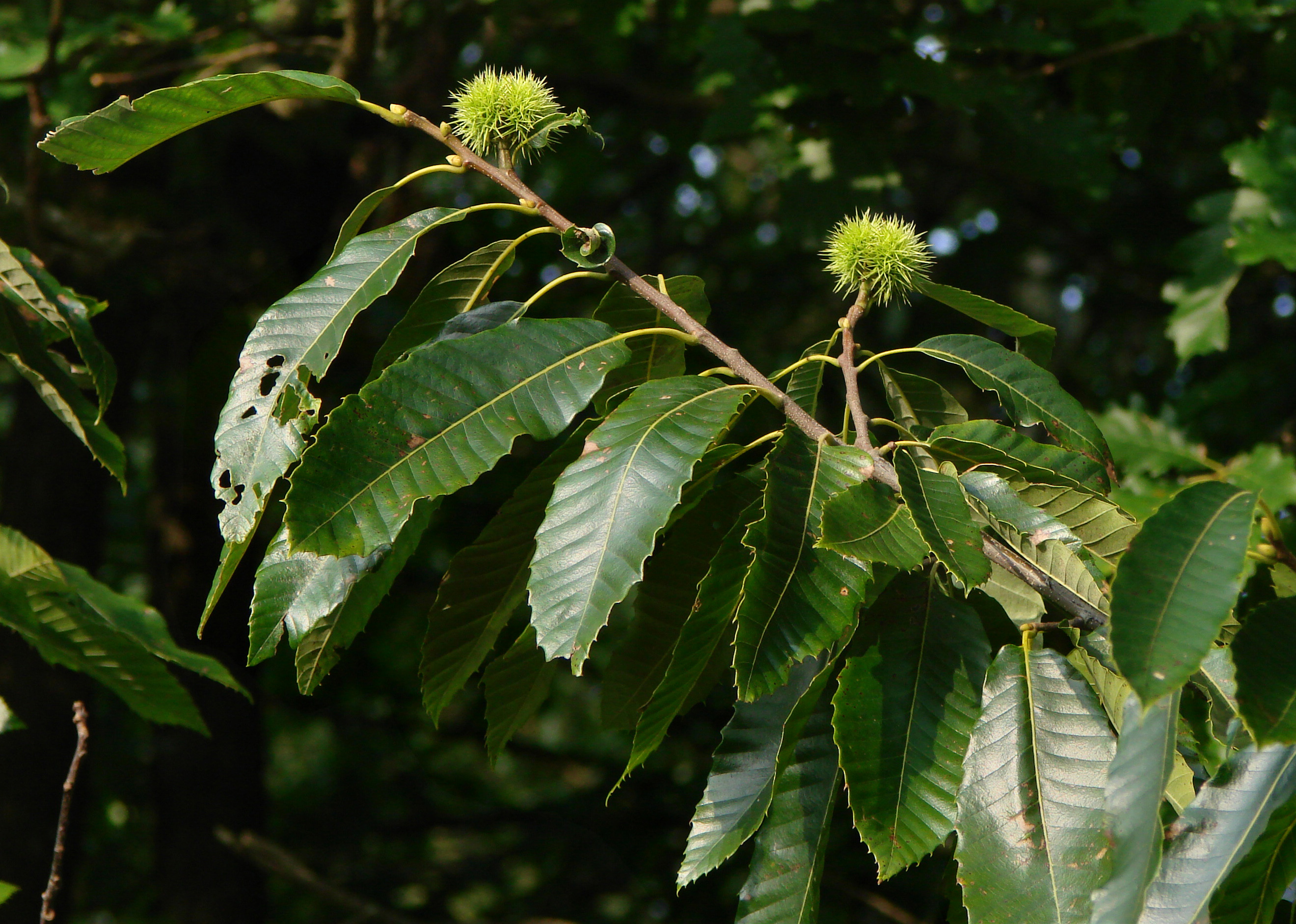
Une branche de châtaignier, en août, dans la montagne de Reims.

Le réseau Natura 2000 a classé deux sites d'intérêt communautaire au sein du parc naturel. Le premier est celui du « pâtis de Damery » ; il regroupe les landes les mieux conservées du massif de la montagne de Reims ainsi qu'une partie de forêt et des pelouses sèches sur 93 ha. Cet espace est dominé par la bruyère callune (Calluna vulgaris) et le genêt d'Angleterre (Genista anglica). On y trouve, côté faune, des amphibiens comme le triton crêté (Triturus cristatus). Le second site protégé rassemble en réalité plusieurs sites sous le nom de « Massif forestier de la Montagne de Reims (versant sud) et des étangs associés », sur une superficie de 1 733 ha. Il comprend un ensemble forestier varié : forêts acidiphiles, forêts neutrophiles, hêtraies thermophiles et les ourlets associés, regroupant plusieurs espèces rares et protégées. Ses étangs abritent également des espèces rares et de multiples espèces d'amphibiens, de reptiles, d'oiseaux et de mammifères parmi lesquelles plus de trente espèces de l'odonatofaune, le leucorrhine à gros thorax (Leucorrhinia pectoralis), le lucane cerf-volant (Lucanus cervus), le grand murin (Myotis myotis), le sonneur à ventre jaune (Bombina variegata), le vespertilion à oreilles échancrées (Myotis emarginatus) et le vespertilion de Bechstein (Myotis bechsteinii). D'autre part, les galeries des carrières souterraines d'Avenay-Val-d'Or constituent un lieu d'hivernage pour certaines chauves-souris, dont six espèces rares.
Par ailleurs, un total de 40 « zones naturelles d'intérêt écologique, faunistique et floristique » se situent en totalité ou en partie sur le territoire du parc, dont 24 ZNIEFF de deuxième génération.

### Flore
Le parc naturel, puisqu'il recouvre une forêt, abrite de nombreux végétaux ; y sont recensées une espèce de lycopodiopsida, la lycopode des tourbières (Lycopodiella inundata) et 116 espèces de dicotylédones, dont l'alisier de Fontainebleau (Sorbus latifolia), la marguerite de la Saint-Michel (Aster amellus), le rossolis à feuilles ronde (Drosera rotundifolia), le rossolis à feuilles longues (Drosera longifolia) et l'odontite de Jaubert (Odontites jaubertianus) qui sont protégées. 21 espèces de monocotylédones, parmi lesquelles se trouve une espèce protégée, la spiranthe d'été (Spiranthes aestivalis), et deux espèces de conifères : l'épicéa commun (Picea abies) et le cèdre du Liban (Cedrus libani) peuplent la forêt de la montagne de Reims. Des espèces d'orchidées telles que l'orchis pourpre (Orchis purpurea) y sont aussi présentes.
La forêt de l'ensemble du Tardenois, dont fait partie la montagne de Reims, est composée pour plus de 50 % de chênes sessiles (Quercus petraea) et pédonculés (Quercus robur). Le reste de la forêt se divise en quatre essences égales : 12 % de frênes (Fraxinus), 10 % d'érables champêtres (Acer campestre) et sycomores (Acer pseudoplatanus) ; les résineux représentent 13 % du massif, majoritairement des pins sylvestres (Pinus sylvestri) et noirs (Pinus nigra) mais aussi des épicéas communs (Picea abies) et de douglas (Pseudotsuga menziesii) plantés sur la montagne dans les années 1955-1960. Les 12 % restants se composent d'autres feuillus : l'alisier blanc (Sorbus aria) ou torminal (Sorbus torminalis), l'aulne glutineux (Alnus glutinosa), le bouleau (Betula), le charme (Carpinus), le châtaignier (Castanea sativa), le merisier (Prunus avium), l'orme de montagne (Ulmus glabra), le tilleul à petites feuilles (Tilia cordata) ou à grandes feuilles (Tilia platyphyllos) et le tremble (Populus tremula). Les peupliers (Populus) qui y existent ont été, la plupart du temps, implantés le long de cours d'eau.
À Verzy se trouve le plus grand ensemble de hêtres tortillards d'Europe, avec environ 800 spécimens. Les « faux de Verzy », dont l'origine est une « véritable énigme » scientifique, sont en partie protégés par des barrières de rondins de bois des milliers de personnes qui viennent visiter le site chaque année. Le mot « fau » désignait le hêtre en ancien français (pluriel : faux), dérivé du latin fagus ; le terme « hêtre » provenant du francique,. Depuis 1981, le site est classé « Réserve Biologique Domaniale dirigée ».

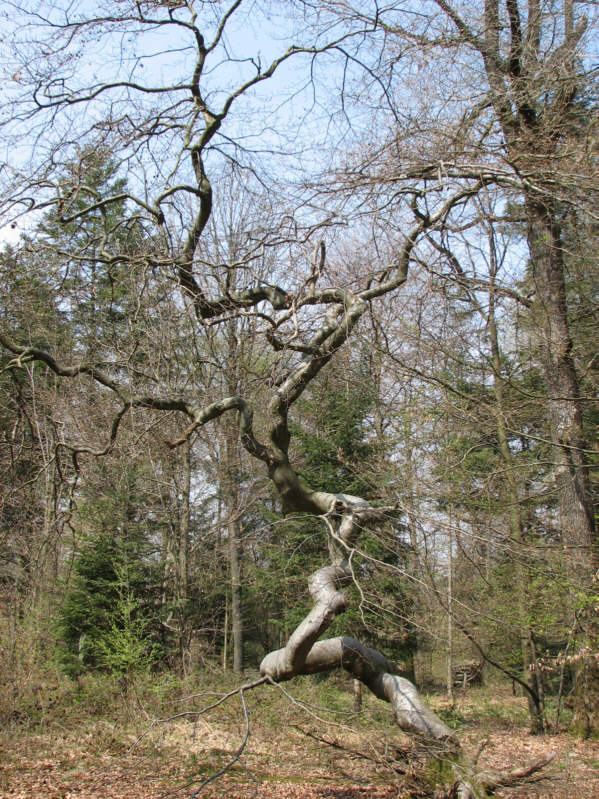
Un « fau » au printemps.
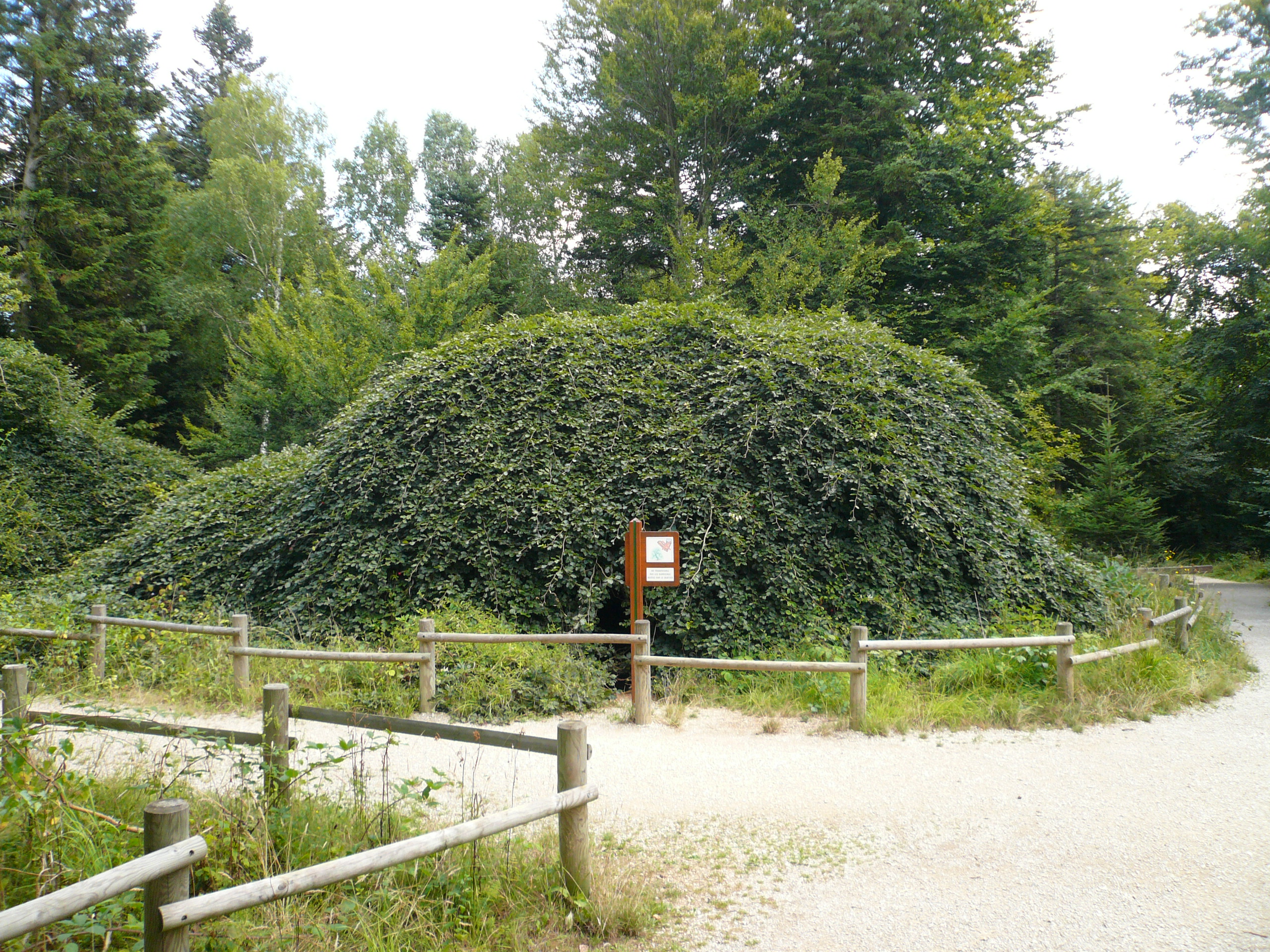
Un « fau » en été.
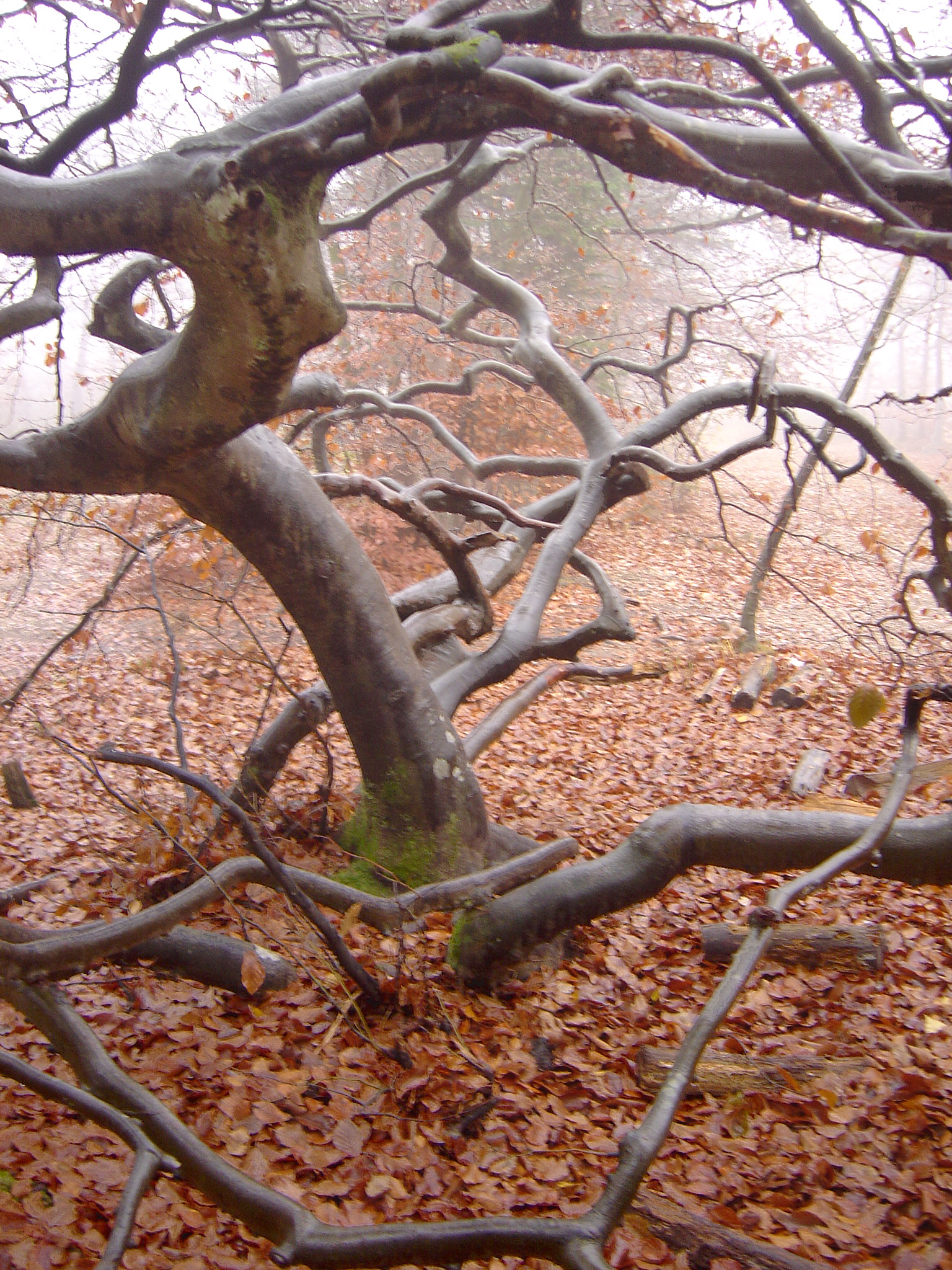
Un « fau » en automne.
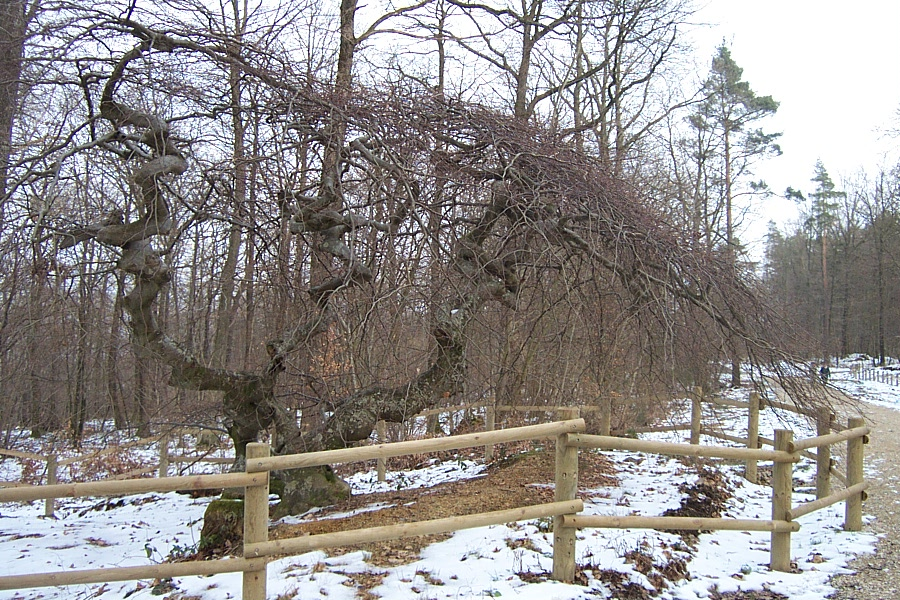
Un « fau » en hiver.

### Faune
L'inventaire national du patrimoine naturel recense dans le parc naturel 59 espèces d'insectes, parmi lesquelles on trouve plusieurs espèces d'Agrilinus, Chorthippus, Melinopterus, Metrioptera, Onthophagus et Vanessa ainsi que le damier du frêne (Euphydryas maturna), une espèce menacée. Par ailleurs, l'unique gastéropode présent dans le parc est le très commun escargot des jardins (Cepaea hortensis). Sept principales espèces d'oiseaux peuplent le parc : la bécasse des bois (Scolopax rusticola), la cigogne blanche (Ciconia cinconia), les hirondelles rustique (Hirundo rustica) et de rivage (Riparia riparia), le pigeon ramier (Columba palumbus), la sarcelle d'hiver (Anas crecca) et la tourterelle turque (Streptopelia decaocto). La population de chouettes chevêches (Athene noctua) y est en particulier suivie.

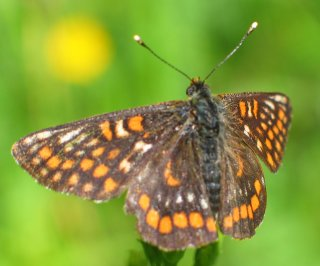
Un damier du frêne.
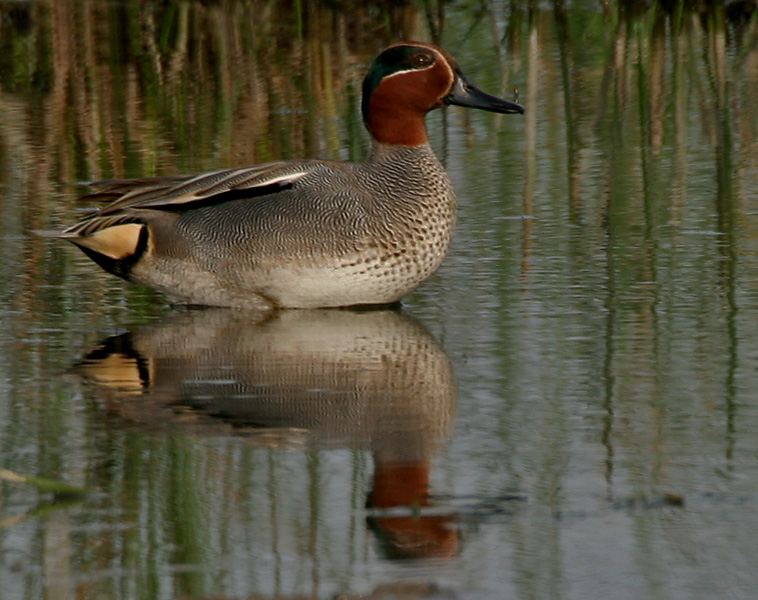
Une sarcelle d'hiver.
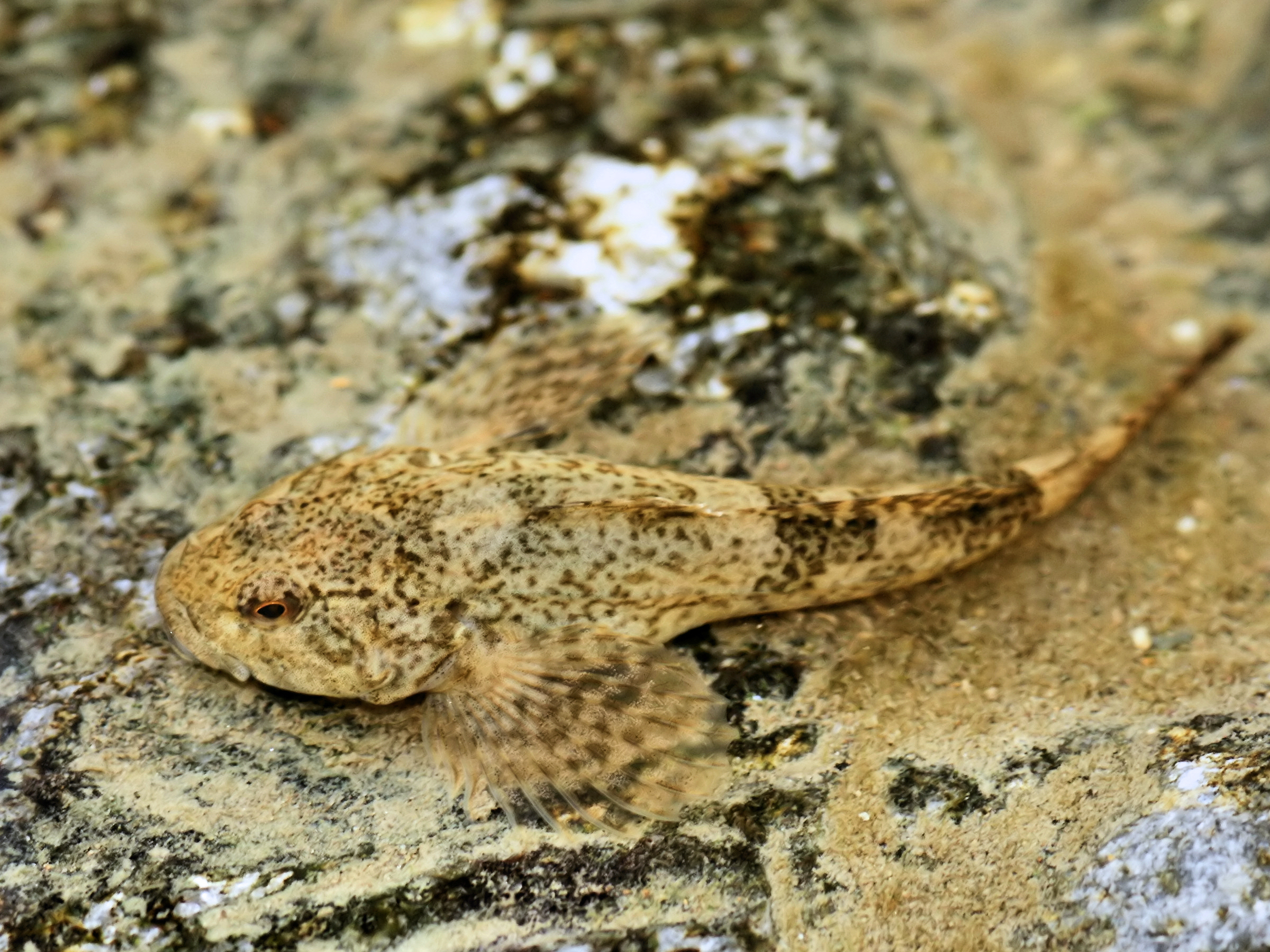
Un chabot commun.

L'écrevisse américaine (Orconectes limosus) est le seul représentant des crustacés vivant dans les nombreux cours d'eau du parc. Ses rivières accueillent aussi la lamproie de Planer (Lamptera planeri). L'INPN y dénombre également 21 espèces de poissons : l'ablette (Alburnus alburnus), les brèmes bordelière (Blicca bjoerkna) et commune (Abramis brama), la carpe commune (Cyprinus carpio), le chevaine (Leuciscus cephalus), le gardon (Rutilus rutilus), le goujon (Gobio gobio), la grémille (Gymnocephalus cernuus), la loche franche (Barbatula barbatula), la lote (Lota lota), la perche (Perca fluviatilis), la perche-soleil (Lepomis gibbosus), la rotengle (Scardinius erythrophthalmus) et la tanche (Tinca tinca) ; sept autres espèces sont soumises à protection ou réglementation : le barbeau fluviatile (Barbus barbus), la bouvière (Rhodeus sericeus), le brochet (Esox lucius), le chabot commun (Cottus gobio gobio), la loche de rivière (Cobitis taenia), la truite de rivière (Salmo trutta fario) et la vandoise (Leuciscus leuciscus).
De nombreux batraciens habitent les mares de la montagne de Reims. On y a déjà observé les grenouilles verte (Pelophylax kl. esculentus), agile (Rana dalmatina) et rousse (Rana temporaria), le crapaud commun (Bufo bufo), la salamandre tachetée (Salamandra salamandra), le sonneur à ventre jaune (Bombina variegata) ainsi que les tritons alpestre (Ichthyosaura alpestris) et palmé (Lissotriton helveticus). En revanche, les reptiles y sont moins nombreux ; seules trois espèces vivent au sein du parc : la couleuvre à collier (Natrix natrix), le lézard vivipare (Zootoca vivipara) et l'orvet fragile (Anguis fragilis).

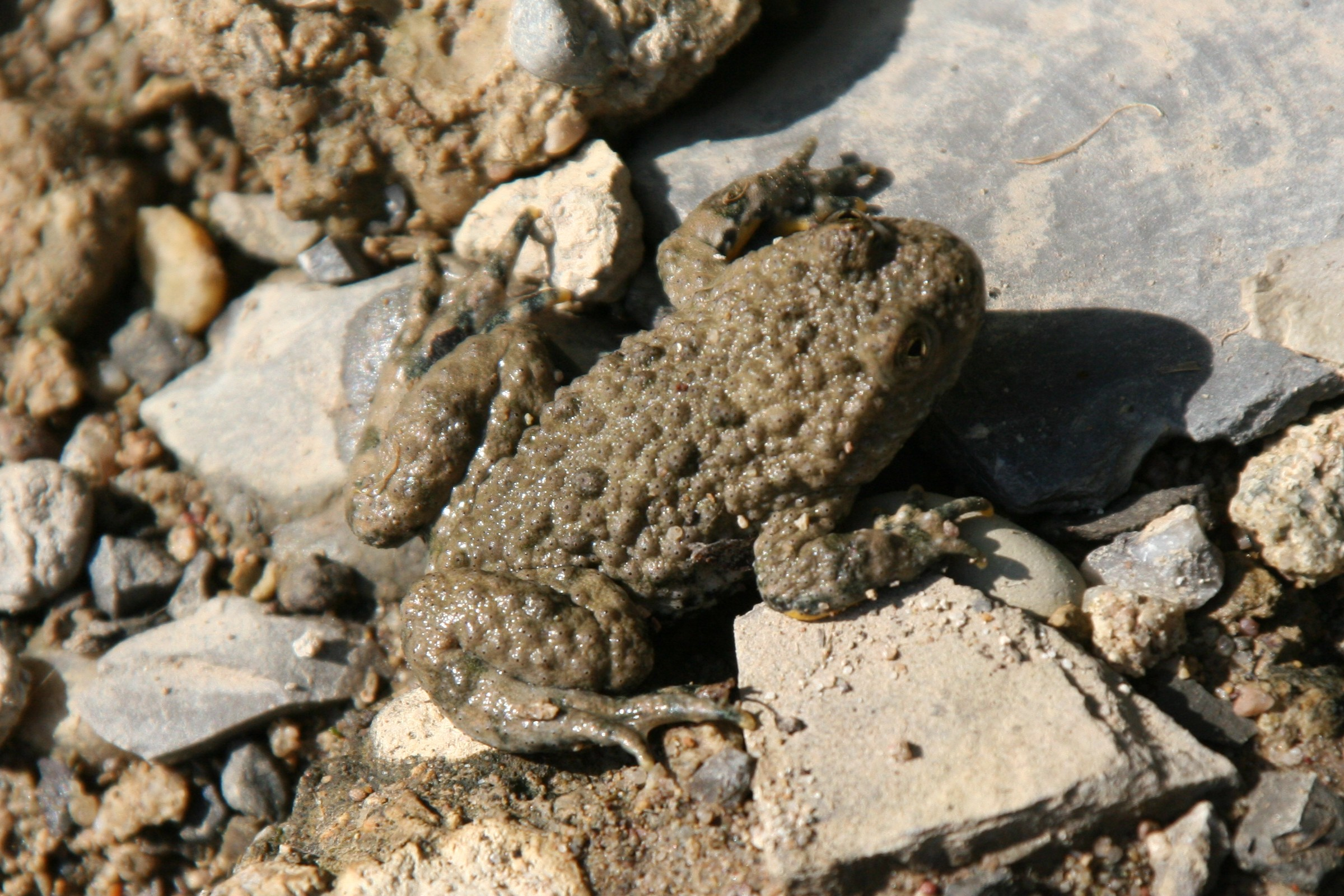
Un sonneur à ventre jaune.
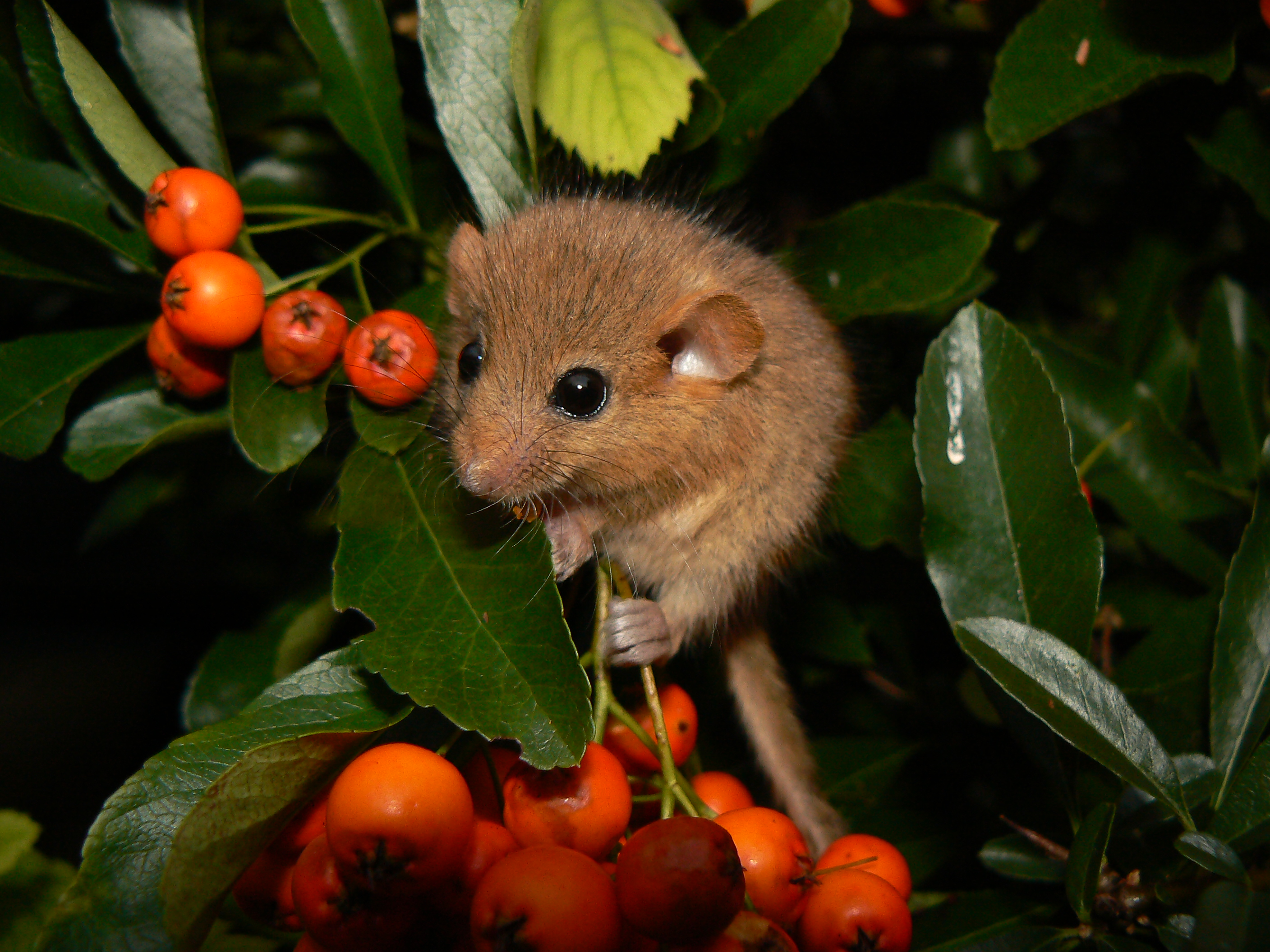
Un muscardin.
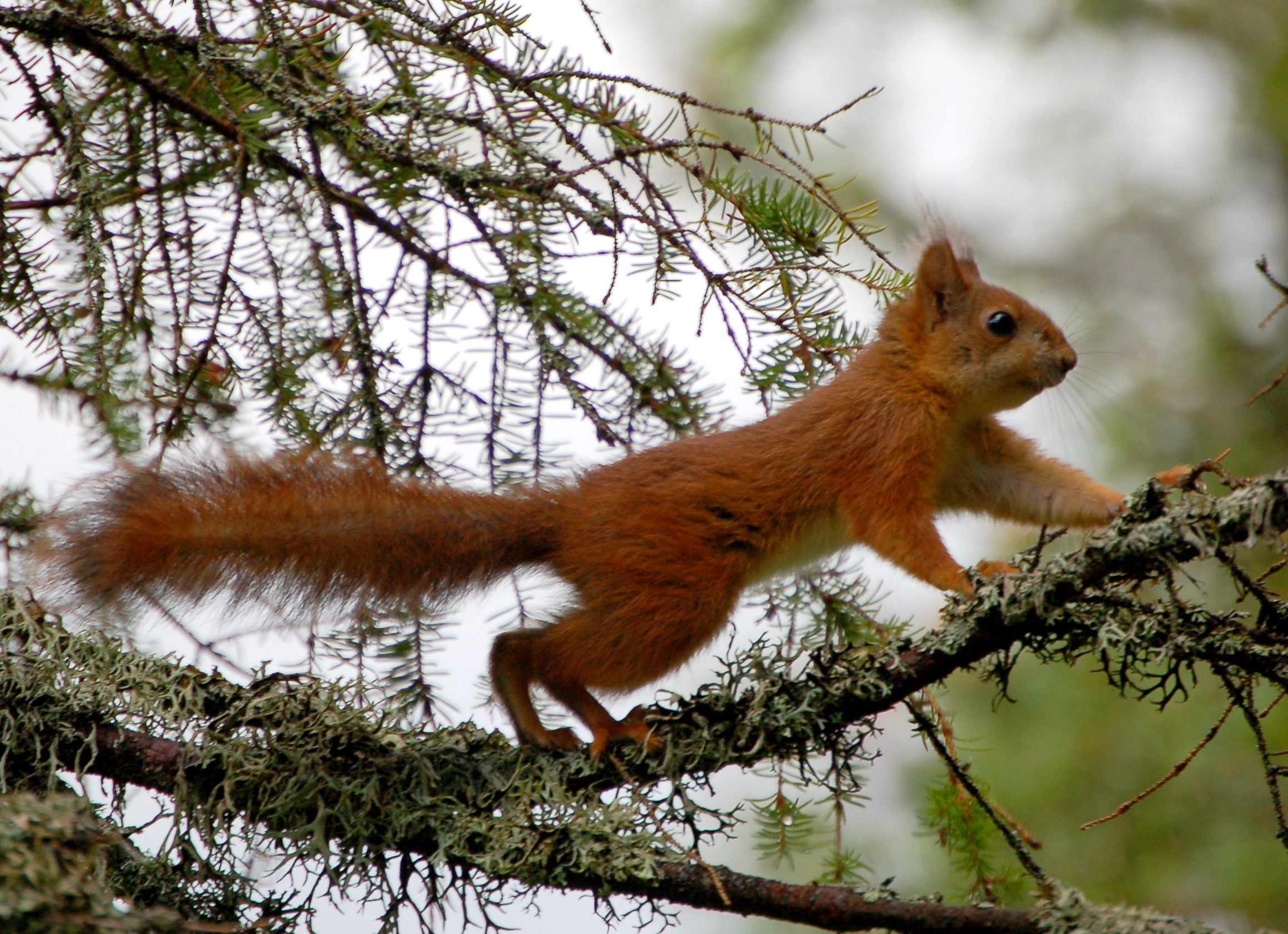
Un écureuil roux.

Le parc est riche d'une vingtaine d'espèces de petits mammifères, notamment de rongeurs : le menacé campagnol amphibie (Arvicola sapidu), le campagnol agreste (Microtus agrestis), le campagnol des champs (Microtus arvalis), le campagnol roussâtre (Clethrionomys glareolus), le campagnol souterrain (Microtus subterraneus), le crossope aquatique (Neomys fodiens), le mulot à collier (Apodemus flavicollis) et le mulot sylvestre (Apodemus sylvaticus), le muscardin (Muscardinus avellanarius), le rat des moissons (Micromys minutus), le rat noir (Rattus rattus) et le rat surmulot (Rattus norvegicus), la souris grise (Mus musculus) ainsi que l'écureuil roux (Sciurus vulgaris). Parmi les mustélidés on y trouve la loutre d'Europe (Lutra lutra), la martre des pins (Martes martes) et le putois (Mustela putorius). Le hérisson d'Europe (Erinaceus europaeus), le lapin de garenne (Oryctolagus cuniculus) et la taupe d'Europe (Talpa europaea) sont eux aussi présents dans le parc.
Toujours parmi les mammifères, onze espèces de chauves-souris résident au sein des grottes et souterrains de la montagne de Reims : la barbastelle d'Europe (Barbastella barbastellus), le grand murin (Myotis myotis), les murins de Bechstein (Myotis bechsteinii), de Daubenton (Myotis daubentonii), de Natterer (Myotis nattereri), à oreilles échancrées (Myotis emarginatus) et à moustaches (Myotis mystacinus), la pipistrelle commune (Pipistrellus pipistrellus, l'oreillard roux (Plecotus auritus) et les grand (Rhinolophus ferrumequinum) et petit rhinolophe (Rhinolophus hipposideros).

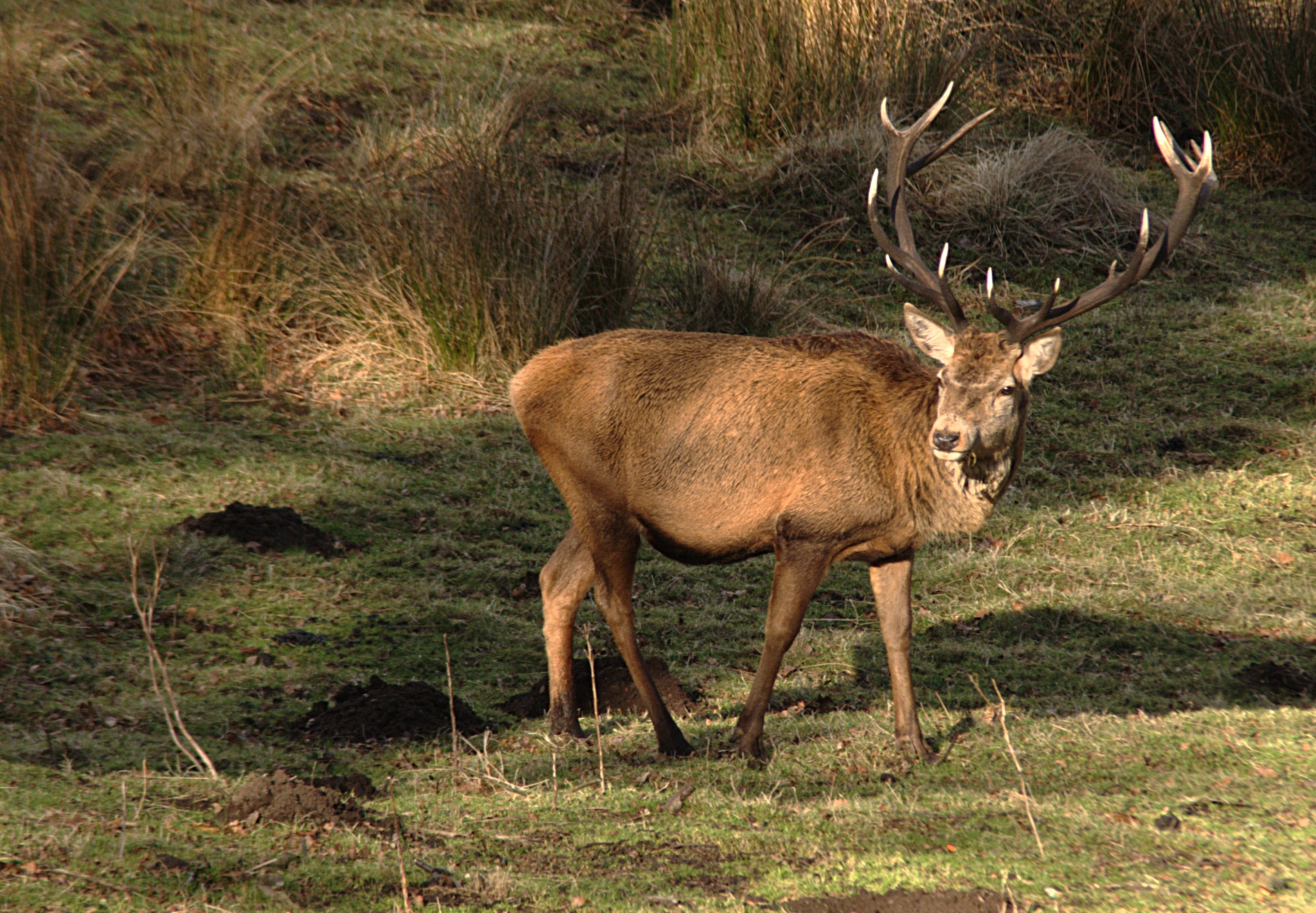
Un cerf élaphe.
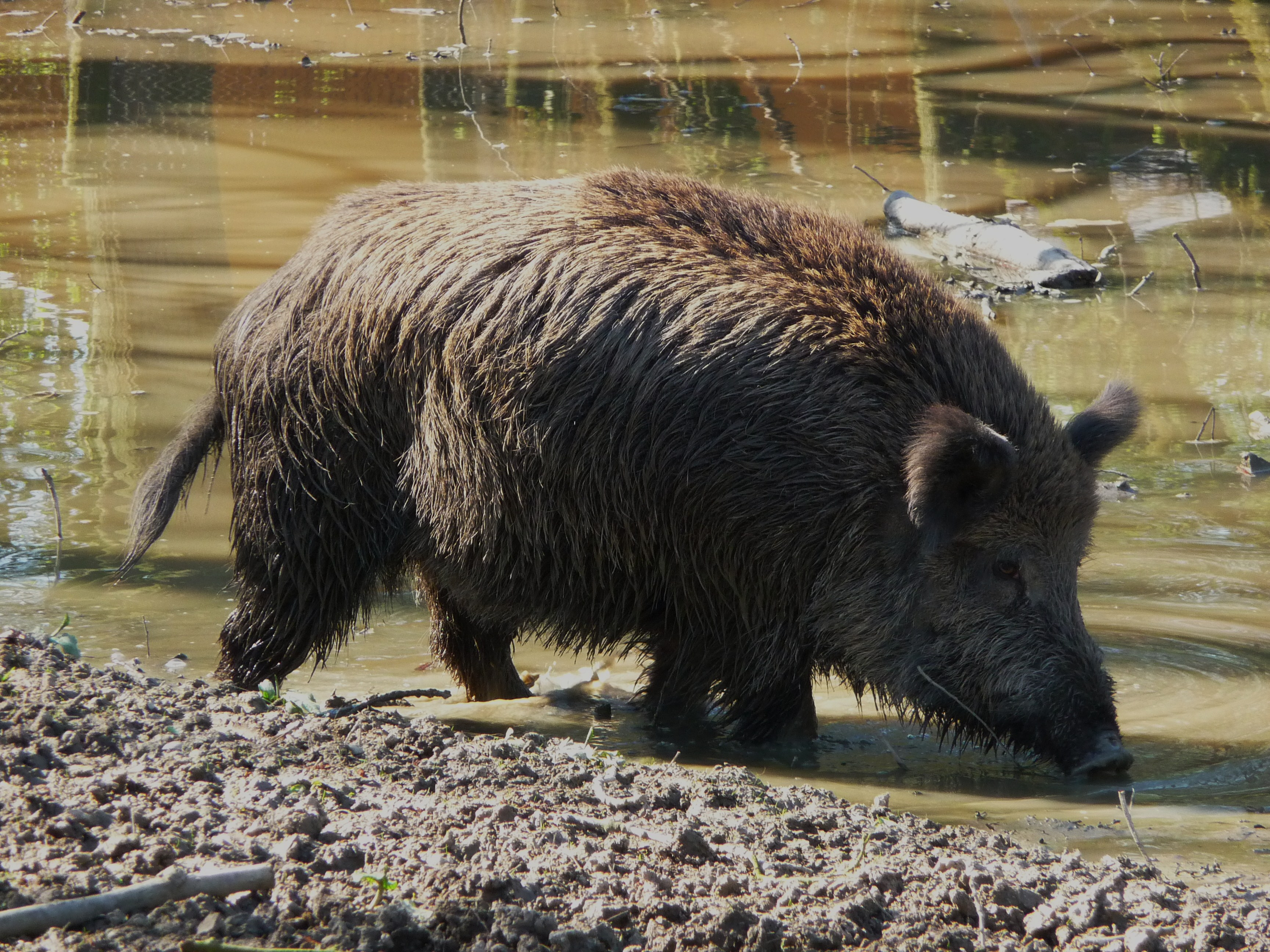
Un sanglier.

D'autres mammifères, de plus grande taille, ont également été recensés dans le parc : le chat sauvage (Felis silvestris), le renard roux (Vulpes vulpes), le chevreuil (Capreolus capreolus), le sanglier (Sus scrofa) et le cerf élaphe (Cervus elaphus), qui a été réintroduit en 1955 dans le secteur de Verzy. Le loup (Canis lupus) peuplait autrefois la montagne de Reims, mais il n'y a pas été inventorié depuis la fin de la première guerre mondiale,.

## Histoire du parc

Logo du parc depuis 1976.

À partir de 1970, les maires des communes de Germaine, Saint-Imoges et Ville-en-Selve commencèrent à imaginer un parc naturel dans la montagne de Reims, de façon à protéger la forêt du déboisement et pour aider le massif à offrir une meilleure qualité d'accueil pour les visiteurs venant des villes voisines, dont le bassin de population avoisine les 350 000 habitants. Le 28 septembre 1976, le « parc naturel régional de la Montagne de Reims » est officiellement créé. Le parc est depuis administré par le « syndicat mixte de réalisation et de gestion du Parc naturel de la Montagne de Reims », composé de 18 élus, eux-mêmes choisis par un comité syndical, qui décide des objectifs du parc et vote le budget. Le comité syndical regroupe 39 représentants des communes membres, du conseil général de la Marne, du conseil régional de Champagne-Ardenne et des communautés d'agglomération des villes-portes. Le 14 avril 1997, le statut de parc naturel régional est renouvelé pour dix ans.
En 2004, l'État a décidé de faire construire sur le territoire du parc sept pylônes électriques haute tension hauts de 34,5 m, sur six kilomètres, afin d'alimenter en courant de 225 kV la LGV Est européenne, ce qui a suscité de nombreuses contestations au sein du parc naturel régional. Prônant l'enfouissement de ses lignes qui aurait engendré un surcoût d'environ 15 000 000 euros, les élus du parc et des communes concernées, soutenus par la Fédération des Parcs Naturels Régionaux, se sentirent trahis par la « raison d'État » et se mirent alors à douter du bien-fondé de participer à un parc naturel, s'il ne peut empêcher son territoire d'être « défiguré »,. Malgré les difficultés engendrées par l'implantation de ces pylônes, le parc est reconduit le 4 mai 2009.
En octobre 2009, un dossier a été déposé auprès des autorités françaises dans le but d'inscrire les « paysages du Champagne » sur la liste du patrimoine mondial de l'UNESCO, à titre de paysage culturel. Parmi ces « paysages du Champagne », se trouvent notamment, comme lieu-témoin, les coteaux du sud de la montagne de Reims, allant de Cumières à Mareuil-sur-Ay. Soutenue par Patrick Poivre d'Arvor et 61 parlementaires français, la proposition n'est pas retenue pour représenter la France en 2010. Le site est finalement inscrit au patrimoine mondial en 2015 sous le nom de « coteaux, maisons et caves de Champagne ».
L'actuel président du parc est le conseiller général et maire socialiste d'Aÿ Dominique Lévèque. Ce poste a été auparavant occupé par Françoise Férat, sénatrice, conseillère générale et maire de Cuchery qui est membre de l'Union centriste.

## Missions du parc

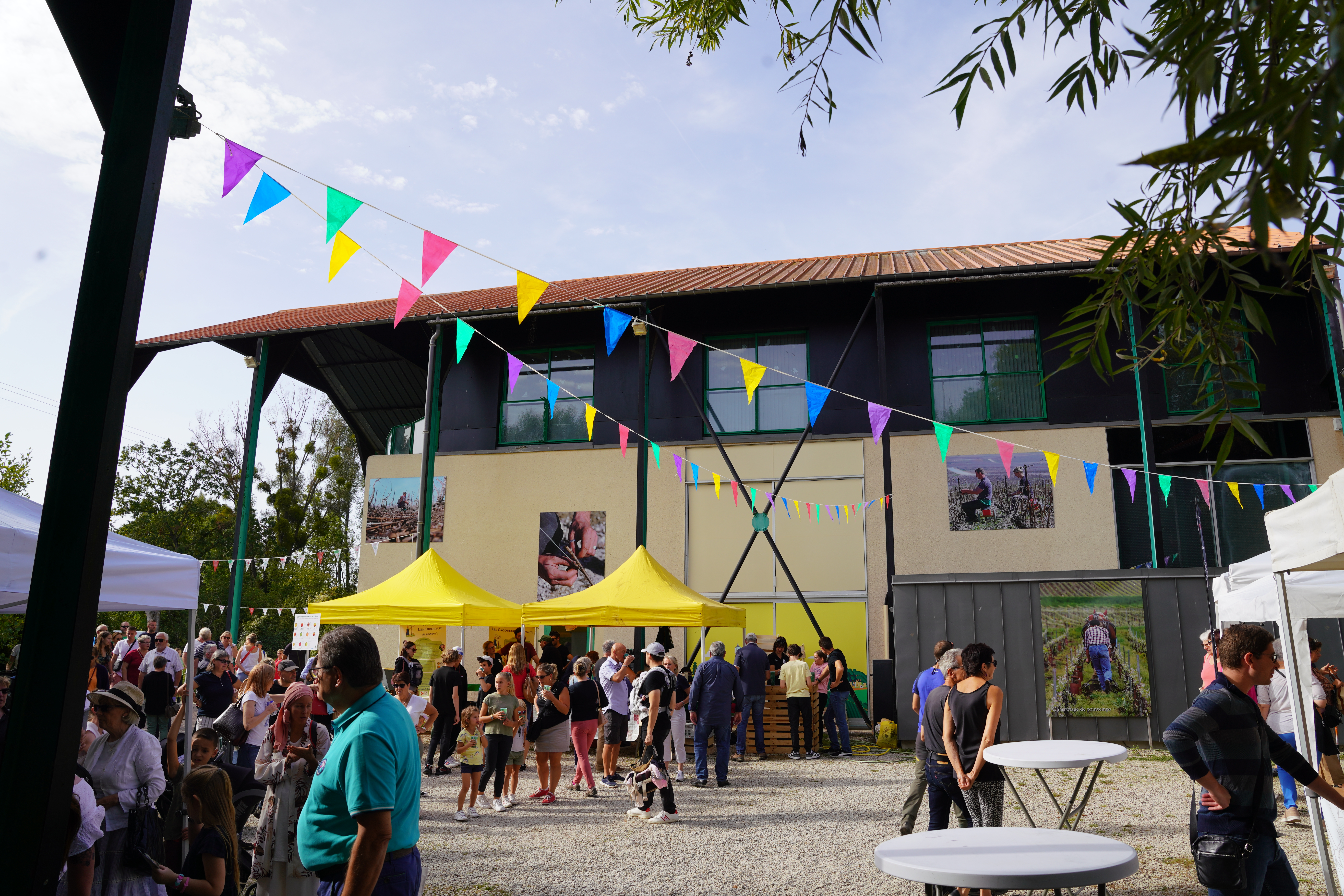
La Maison du Parc à Pourcy un jour de festivité.

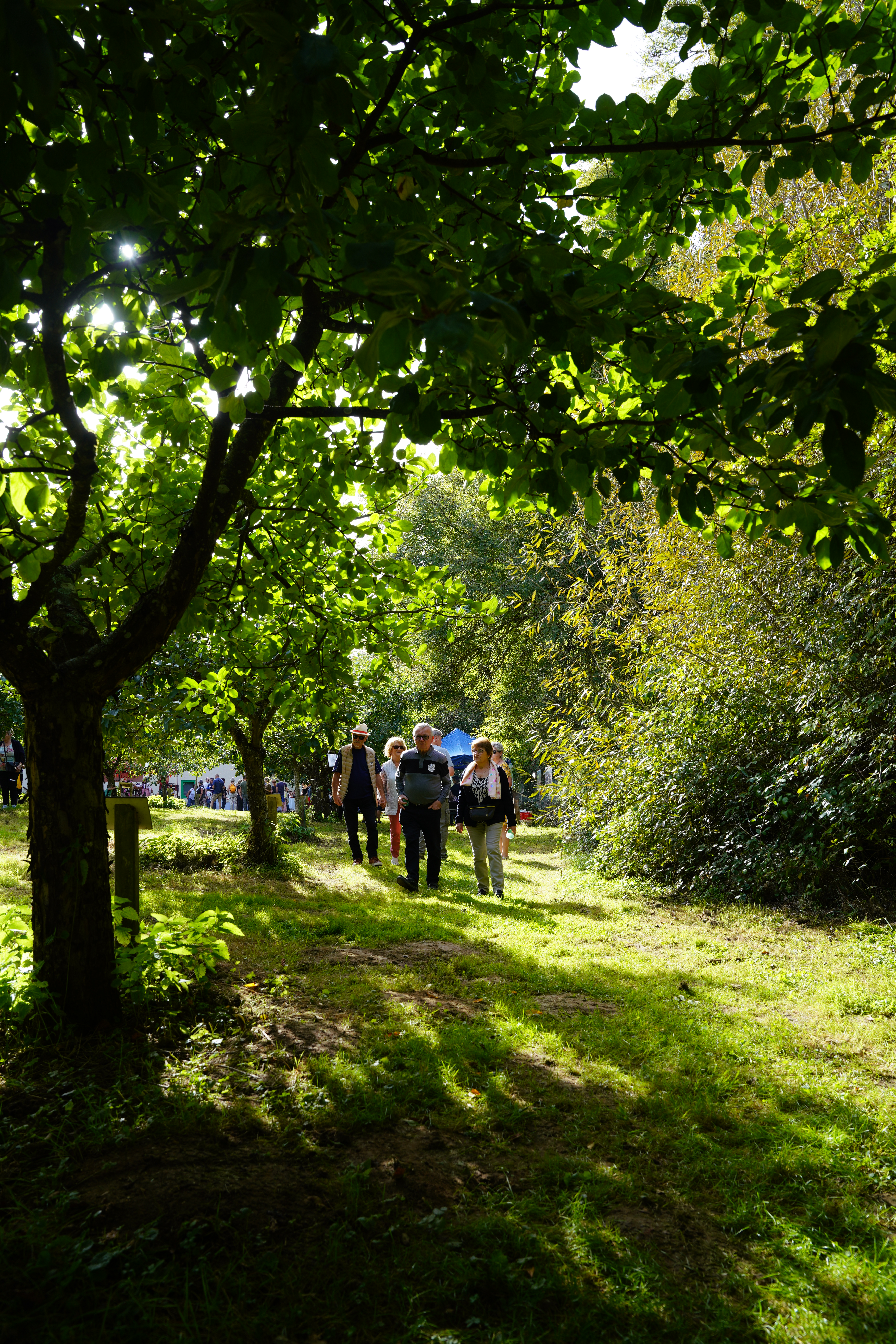
Son verger conservatoire pédagogique.

Le parc naturel régional s'est donné, notamment par le biais d'une charte « Objectif 2020 », quatre missions principales :
- dans le domaine de l'environnement, le parc s'attache à valoriser ses sites naturels remarquables et à préserver la qualité biologique des milieux naturels locaux ainsi que celle des ressources en eaux. Il participe également à l'inventaire de ses richesses naturelles ; il soutient par ailleurs des programmes de recherche, comme celui cherchant à comprendre l'apparition des faux de Verzy[37].
- il fixe des règles d'urbanisme pour principalement prévenir des risques d’atteintes paysagères. D'autre part, il est consulté pour les permis de construire et de démolir. Il aide aussi les communes à restaurer leur patrimoine bâti[38].
- il a une visée pédagogique : le parc a pour but de sensibiliser les habitants et les acteurs économiques aux problèmes environnementaux. Il accueille des groupes scolaires ou d'entreprises pour leur faire découvrir la faune et la flore locale. Pour cela, il organise d'ailleurs des sorties natures ainsi que des expositions dans sa maison du parc[39].
- il a également pour but de développer l'économie locale, tout en promouvant les activités « Haute qualité environnementale » en conformité avec sa charte. Il aide notamment les entreprises artisanales à s'implanter dans le parc. Il encourage aussi le tourisme, en aménageant des sites naturels pour protéger la biodiversité (comme les faux de Verzy)[40].

Pour répondre à ces missions, le parc disposait en 2007 d'un budget de fonctionnement de 683 429 € et de 23 salariés.

## Tourisme

### Infrastructures

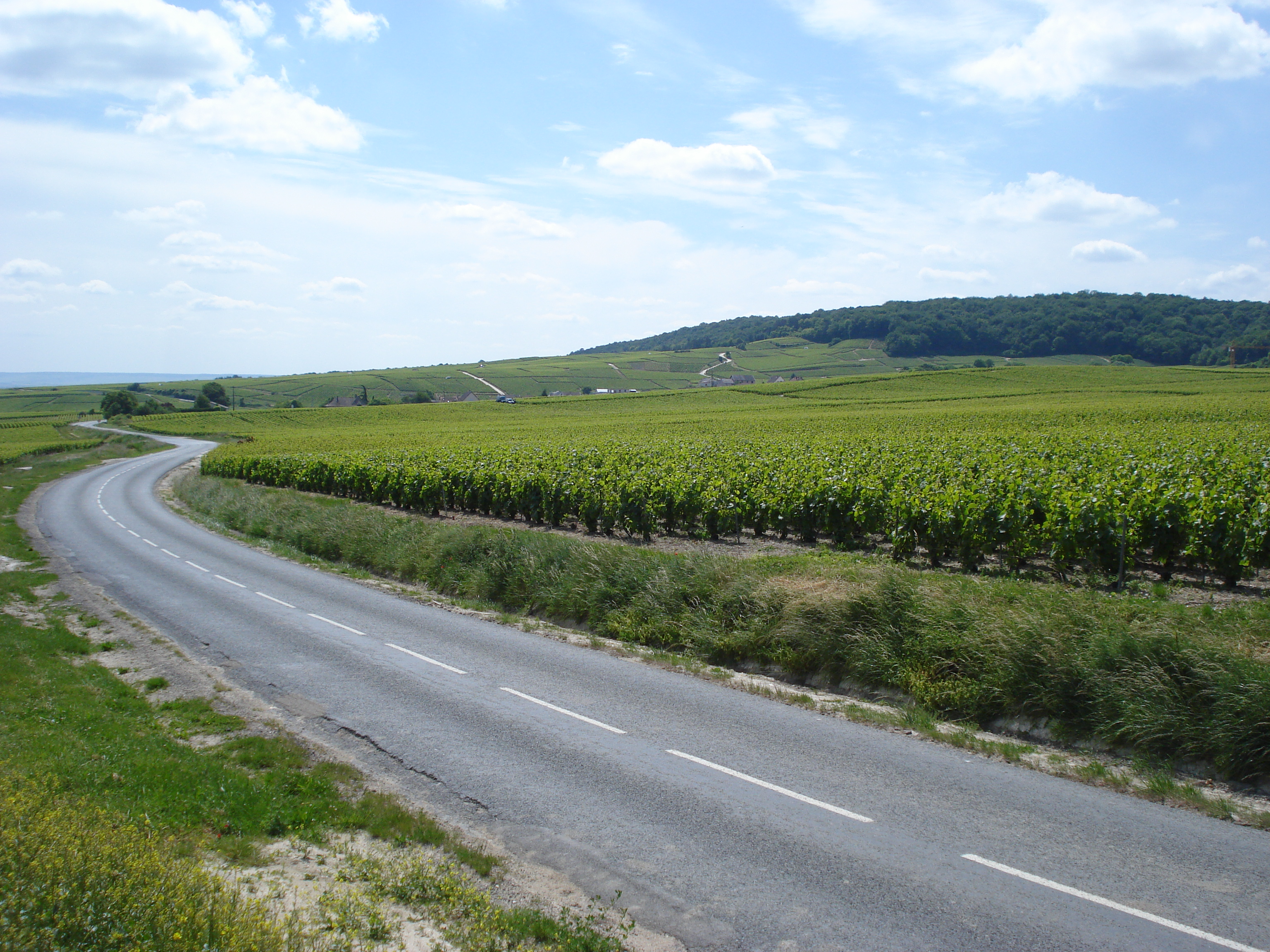
Une route du parc, à Trépail.

Le sud-ouest du parc est accessible par l'autoroute A4 (sortie Dormans) en provenance de Paris, ainsi que depuis la route nationale 3 entre Château-Thierry et Épernay. Le nord est relié à la ville de Reims quand le sud est connecté à Épernay. La route départementale 1 longe le sud du parc. La route départementale 9 permet l'accès à l'est tandis que la route départementale 980 dessert le nord-ouest. L'ancienne route nationale 51 reliant Reims à Épernay partage le parc en deux parties, du nord au sud. L'aéroport le plus proche est l'aérogare de Reims Champagne. Le sentier de grande randonnée 14, le « sentier de l'Ardenne », et les GR 141 et GR 142 traversent notamment la montagne de Reims et ses coteaux de vignes,. La « route touristique du Champagne » parcourt le sud et l'est du parc par la vallée de la Marne (90 km) et le vignoble de la Montagne de Reims (70 km).
Pour l'hébergement, de nombreuses chambres d'hôtes, gîtes, hôtels et meublés de tourisme se trouvent au sein du parc, en particulier grâce au tourisme du champagne, à l'écotourisme et au tourisme rural.

### Culture et patrimoine

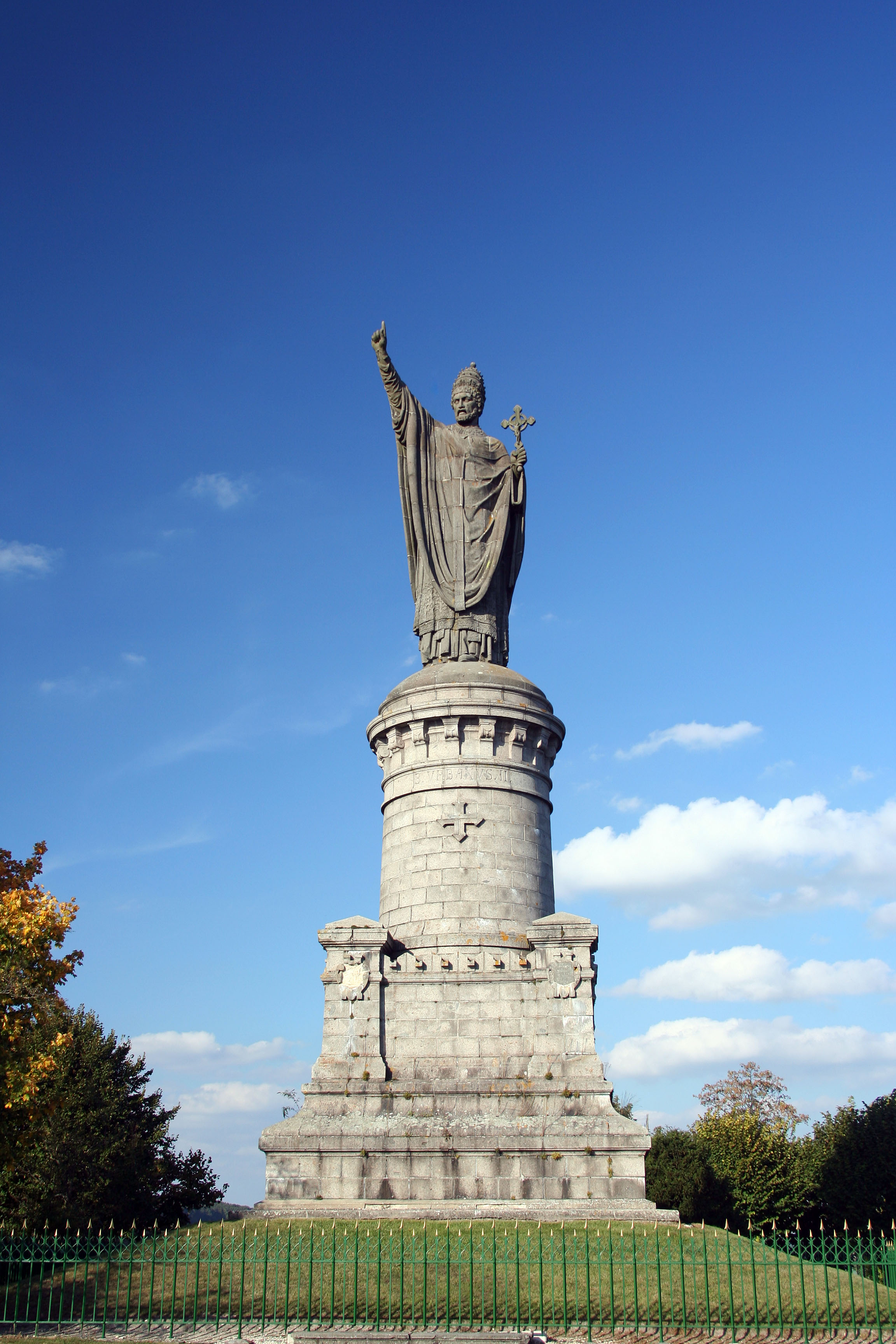
Statue d'Urbain II.

Le tourisme est, dans le parc et à l'image de l'ouest marnais, tourné vers le champagne ; la montagne est d'ailleurs la région où l'on trouve le plus grand nombre de villages classés « grand cru ». Quatre terroirs s'y côtoient. Celui de la « grande vallée de la Marne », autour d'Aÿ, regroupe 1 134 exploitants pour 1 813 hectares, sur la « rive droite de la vallée de la Marne », aux alentours de Châtillon-sur-Marne, 1 417 vignerons exploitent les 2 919 hectares du terroir. Au nord-ouest, le terroir « Vesle et Ardre » se compose de 1 135 exploitants sur une superficie de 2 504 hectares. Les 4 203 hectares de vignes du terroir de la « Grande Montagne de Reims », au nord et à l'est, sont répartis entre 2 038 exploitants. Le pinot meunier se cultive principalement dans l'Ouest du parc tandis que le pinot noir se retrouve surtout à l'est ; le chardonnay est quant à lui plus présent sur les coteaux septentrionaux de la montagne.
57 monuments historiques sont répartis sur 30 des communes du parc, dont 22 édifices religieux, 13 maisons de Champagne, 6 parcs et jardins (La Presle classé comme Jardin remarquable) et 4 monuments aux morts. Le parc accueille également plusieurs lieux touristiques tels que la statue du pape Urbain à Châtillon-sur-Marne, le site des faux de Verzy ou encore le phare de Verzenay, un phare construit en pleine montagne dans un but publicitaire et qui héberge aujourd'hui un musée de la vigne. En 2003, le parc a lancé « Hoppy », un audioguide GPS permettant de découvrir le parc et son patrimoine. La maison du parc, située à Pourcy, accueille des expositions, un verger, une mare pédagogique ainsi qu'un point d'information. On y trouve aussi un sentier et une carrière permettant la découverte de la géologie de la montagne de Reims, une carrière du même type existe à Mailly-Champagne. Au sein du domaine de Comméteuil, à Bouilly, a été implanté grâce à l'aide du parc un « Centre d'Initiation à la Nature » recevant écoliers, entreprises et associations tout au long de l'année. Par ailleurs, un « sentier du vigneron » a été aménagé au village de Mutigny : c'est une promenade sur le thème sur le vin de Champagne.

### Environs

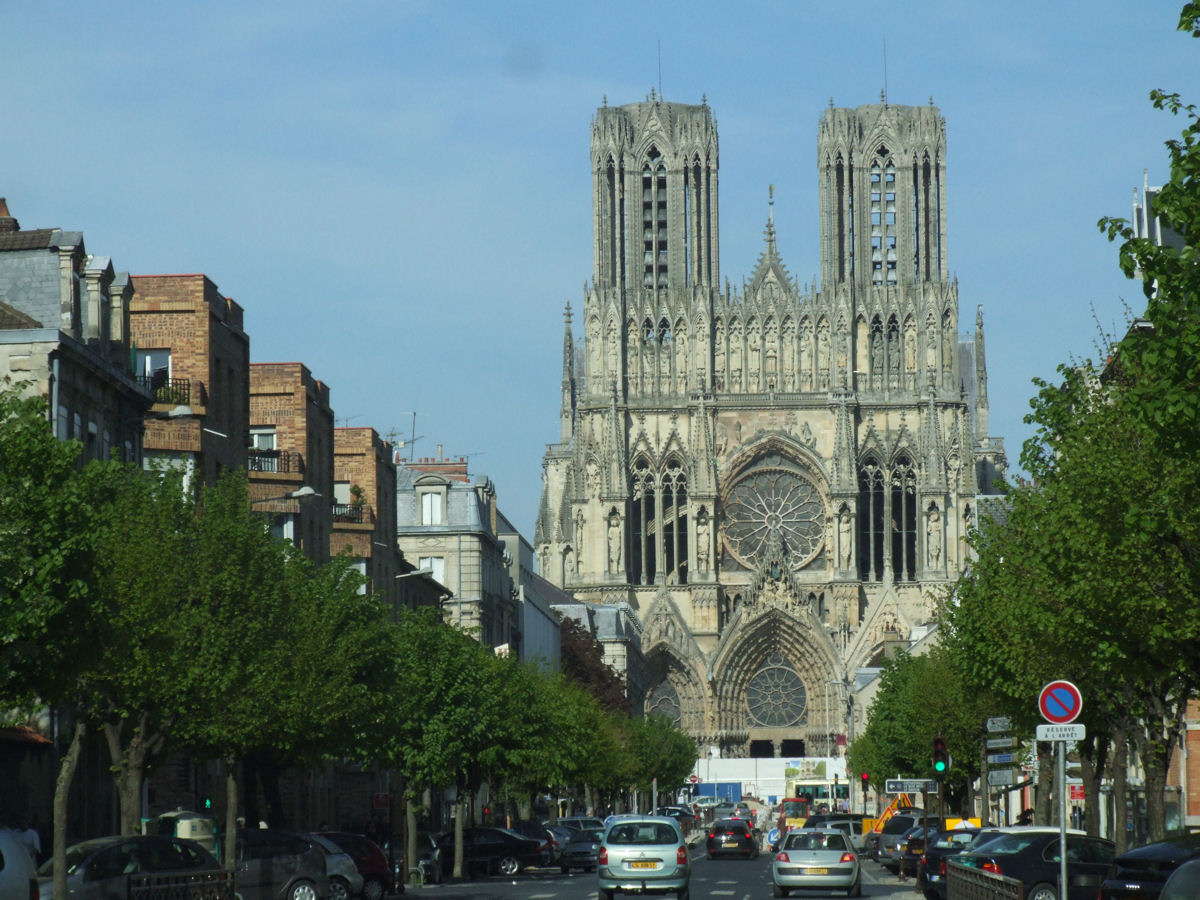
La façade de la cathédrale Notre-Dame de Reims.

Les visiteurs du parc sont principalement les habitants des trois villes-portes. Les touristes, au niveau départemental, viennent pour 65 % de France ; les étrangers, provenant principalement du Benelux et du Royaume-Uni, y font étape dans leur voyage entre Épernay et Reims, sur la route des vins de Champagne. Dans la première de ces deux villes, surnommée la « capitale du Champagne », les 450 000 visiteurs s'y rendant chaque année se promènent sur l'avenue de Champagne, siège des plus grandes maisons de Champagne. À Reims, les visiteurs peuvent découvrir, entre autres, la cathédrale Notre-Dame, la basilique Saint-Remi ainsi que le palais du Tau, tous trois inscrits au patrimoine mondial de l'humanité et accueillant plus d'un million de touristes chaque année.
Aux alentours se trouvent plusieurs lieux témoins de la Première Guerre mondiale, dont de nombreux cimetières militaires, tels que le fort de la Pompelle et le mémorial des batailles de la Marne. Plus loin au sein le département, les vignes de la côte des blancs, la ville de Châlons-en-Champagne, et le plus grand lac artificiel de France, le lac du Der-Chantecoq, sont également des sites importants du tourisme local.

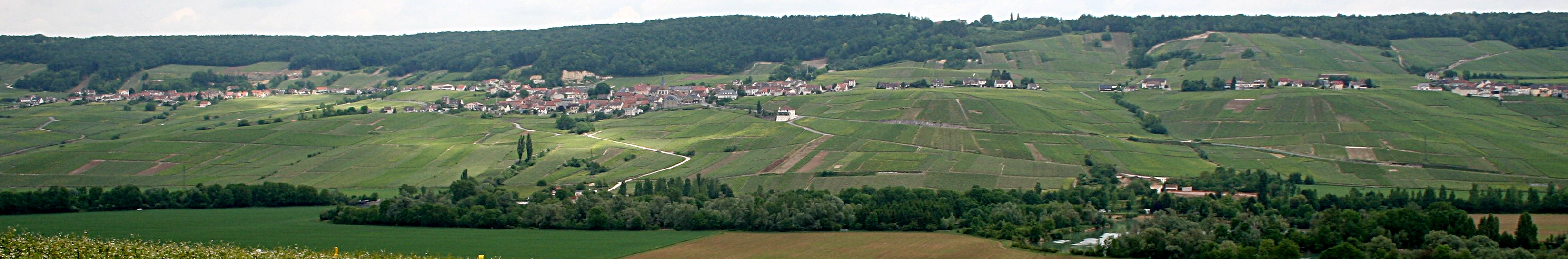
Venteuil, au sud du parc dans la vallée de la Marne, vue depuis Boursault.